# Военные парады на Красной площади

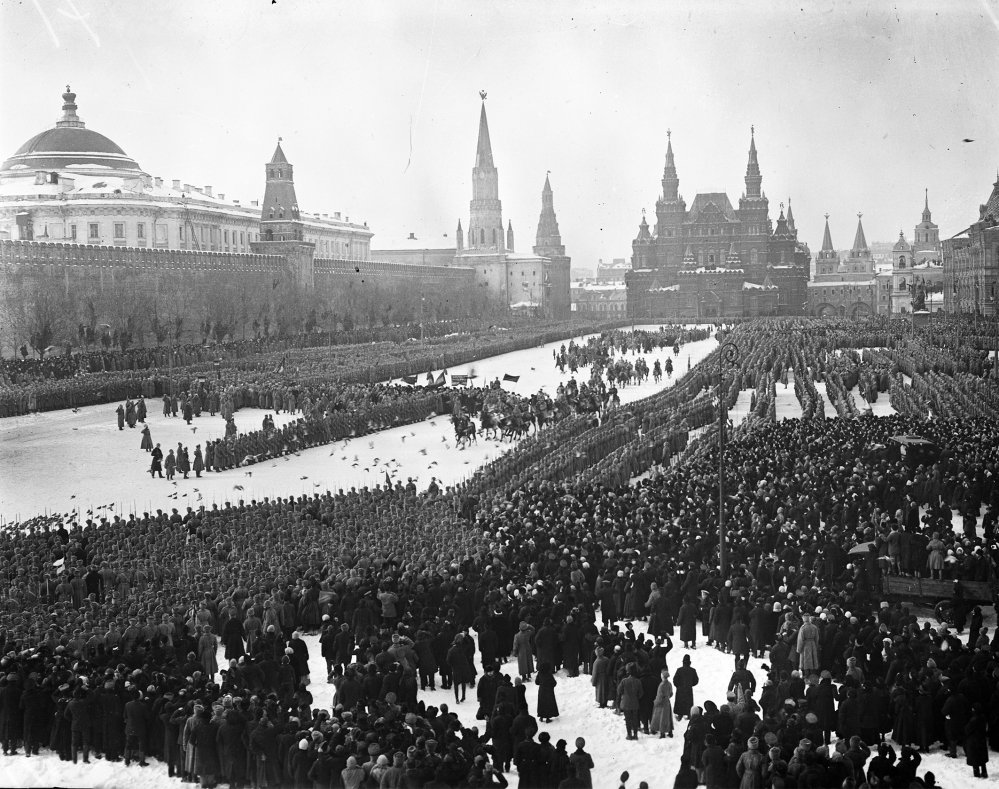
Парад революционных войск на Красной площади, 4 марта 1917 года.

Парад на Красной площади — построение личного состава и торжественный марш войск (сил), с вооружением и военной техникой или без них, на Красной площади в Москве, в честь каких-либо событий и знаменательных дат.
Военные парады на Красной площади начали проводиться в XVII—XVIII веках как торжественные шествия войск. В советское время вплоть до 1968 года парады с участием военной техники проводились на Красной площади обычно дважды в год: 1 мая и 7 ноября. В истории Союза ССР наиболее исторически значимыми стали два парада: парад 7 ноября 1941 года и Парад Победы 24 июня 1945 года. В постсоветской России военные парады на Красной площади проходят каждый год 9 мая — в День Победы. С 1995 года в годовщину парада 1945 года проводится его реконструкция с торжественным маршем и проездом техники времён войны.

## История
В XVII—XVIII веках на Красной площади неоднократно проводились торжественные шествия русских войск, возвращавшихся из военных походов. После переноса столицы в Санкт-Петербург в 1712 году торжественные смотры войск на Красной площади стали проводиться значительно реже. Однако коронации русских императоров по-прежнему проводились в Москве, и по этим случаям устраивались торжественные парады. Например, в мае 1896 года для встречи императора Николая II был сформирован коронационный отряд в составе 82 батальонов, 36 эскадронов, 9 сотен и 28 батарей.
1 мая 1918 года в День международной солидарности трудящихся на Ходынском поле состоялся первый парад Красной армии. В дальнейшем парады проходили преимущественно на Красной площади. Поначалу данные мероприятия проводились в годовщину Октябрьской революции, в дни Всевобуча, Красного офицера, в связи с выпуском слушателей командных курсов и военных училищ, в честь конгрессов Коминтерна и т. п. На большинстве парадов присутствовал В. И. Ленин. Начиная с 1922 года парады с участием военной техники стали проводиться дважды в год: 1 мая День международной солидарности трудящихся и 7 ноября в годовщину Октябрьской революции (парад 1 мая 1924 года был отменён в связи с трауром по В. И. Ленину, а парад 7 ноября 1925 года — в связи с трауром по М. В. Фрунзе).
Парадов не было в 1942—1944 годах. Последний первомайский парад прошёл в 1968 году, а ноябрьский — в 1990 году.
В первые годовщины Победы парады в честь данного события проводились только в юбилейные годы. Парады по случаю Дня Победы проходили в 1965, 1985 и 1990 годах.
В первые послевоенные годы отбор участников парадов вёлся по строгим критериям: возраст — не старше 30 лет, рост — не ниже 176 см, обязательны фронтовые награды и хорошая строевая подготовка. При этом, хоть 9 мая и не был выходным с 1948 по 1964 год, официальным праздником с салютом он оставался всегда.
С 1988 по 1990 год на Второй программе Центрального телевидения Гостелерадио СССР Парад Победы на Красной площади транслировался с сурдопереводом.
С 1991 по 1994 год военные парады на Красной площади были отменены.
Федеральный закон 1995 года об увековечении Победы советского народа в Великой Отечественной войне узаконил проведение военных парадов, но без участия военной техники. C 1995 года военный парад проводится 9 мая — в честь Дня Победы советского народа в Великой Отечественной войне. Начиная с 2008 года военная техника вновь участвует в параде Победы на Красной площади.
С 2003 года проводится парад в День России — 12 июня.
24 июня 2020 года, в честь 75-летия Дня Победы в Великой Отечественной войне, военный парад на Красной площади транслировался с сурдопереводом в эфире телеканала ОТР (Общественное телевидение России).
Почти каждый из парадов, а их с 1918 по 2010 годы прошло 134, имел свои особенности: парад начинается в 10 часов утра. На трибунах находятся руководители государства, а также гости, в том числе ветераны, дипломаты, известные люди. Парадные расчёты участников парада — курсантов, военнослужащих Московского военного округа, барабанщиков, сводный оркестр — выстраиваются на площади.
Парад начинается ритуалом приёма парада министром обороны, поздравлением руководителя государства и гимном России. Телевизионная трансляция парада 9 мая ведётся в прямом эфире на Россию и страны зарубежья, а с 2007 года голос диктора стал слышен и на Красной площади.
С 1984 года участникам парада выдаётся памятный нагрудный знак.

## РСФСР

### 1918 год
- Общий парад войск Московского гарнизона с воздушным праздником на Ходынке состоялся 1 мая. Сначала по Красной площади прошли колонны трудящихся всех районов Москвы. Впереди рабочих колонн шли войска Красной армии. Над Красной площадью пролетел самолёт — его пилотировал красный военный лётчик инструктор Московской школы авиации И. Н. Виноградов. Пилот разбрасывал пачки листовок. Прямо с Красной площади воинские части, подразделения и курсы красных командиров по Тверской улице направились к Ходынскому полю, на военный парад. Принимал парад наркомвоенмор Л. Д. Троцкий. Командовал парадом начальник Латышской дивизии И. И. Вацетис. Общее руководство проведением парада осуществлял командующий войсками Московского военного округа Н. И. Муралов. Торжественным маршем прошли курсанты командных курсов, затем прошли полки 1-й Московской стрелковой дивизии, Латышской стрелковой дивизии, 4-й Московский революционный полк, Варшавский революционный полк, Интернациональный и Коммунистический батальоны, артиллерия на конной тяге, инженерные подразделения. В параде также участвовали кавалеристы, тройки с тачанками и отряд моряков. Торжественный марш замыкали самокатчики на специальных полевых велосипедах. Всего участвовало около 30 тысяч красноармейцев и курсантов. На этом параде впервые в Москве был сфотографирован В. И. Ленин. После парада начался воздушный праздник. На самолёте, пилотируемом М. Лерхе в воздух поднимался Ф. Э. Дзержинский.
- 11 августа смотр войск Всевобуча. Проехал броневик «Гарфорд».
- Парад в честь первой годовщины революции состоялся 7 ноября. По Красной площади прошли колонны трудящихся. Во главе колонн, с оркестрами — шли резервные рабочие полки и батальоны. Мимо трибуны, где стоял В. И. Ленин прошли пехотинцы, пулемётчики, конница, лёгкая и тяжёлая артиллерия, курсанты военных школ и курсов. Над Красной площадью, разбрасывая листовки — пролетели самолёты.
- Парад в День Красного офицера состоялся 24 ноября. Прошли войска и курсы красных командиров. Параду предшествовал большой митинг. На параде присутствовал В. И. Ленин.

### 1919 год
- Парад и праздник в честь I-го конгресса Коммунистического Интернационала состоялся 7 марта. Состоялся торжественный церемониальный марш войск Московского гарнизона и затем прошли демонстранты. В колоннах прошли пехотинцы, артиллеристы, курсанты школ, слушатели военных академий, интернациональные отряды и подразделения. На параде присутствовал В. И. Ленин.
- Военный парад Красной Армии состоялся 1 мая. Мимо трибуны, где стоял В. И. Ленин прошли колонны войск. Не было у шагавших в колоннах единой парадной формы. Бросалась в глаза пестрота в обмундировании красноармейцев, курсантов и командиров. На майском параде было показано чудо тогдашней военной техники — танк «Рено» с названием «Кремль», захваченный красноармейцами на станции Берёзовка под Одессой. Вёл танк — Борис Россинский. Также проехал броневик конструкции Поплавко.

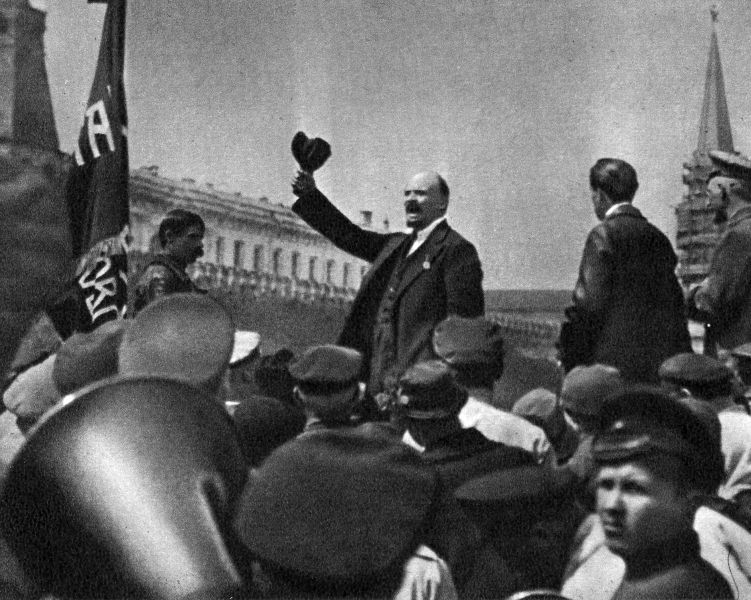
Парад 25 мая 1919 года

- Военный парад на Красной площади — парад в честь первой годовщины Всевобуча состоялся 25 мая 1919 года. Парад принял В. И. Ленин. В параде участвовали рабочие полки, коммунистические батальоны, отряды молодёжи и курсанты военных школ (в качестве курсанта московских пехотных курсов в нём участвовала Анна Новикова, после завершения военного обучения ставшая первой женщиной - командиром в РККА)[6].
- Парад кремлёвских курсантов состоялся в Кремле 15 июня. Парад принимал В. И. Ленин.
- 7 ноября 1919 года состоялся парад в честь второй годовщины Октябрьской революции 1917 года[7]. Мимо трибуны, где стоял В. И. Ленин, прошли колонны курсантов, пехота, конница, артиллерия на конной тяге, броневые автомобили.

### 1920 год
- 1 мая 1920 года военного парада не было. В этот день по всей стране проводился Всероссийский коммунистический субботник.
- Парад кремлёвских курсантов 11-го выпуска 1-х Московских пулемётных курсов состоялся в Кремле 12 мая. Парад принимал В. И. Ленин.
- Военный парад в честь II-го конгресса Коминтерна состоялся 27 июня. Незадолго до этого в помещениях нынешнего ГУМа и на Красной площади вдоль Кремлёвской стены была открыта выставка «Жизнь Красной Армии и Флота», где демонстрировались боевые трофеи, взятые на полях сражений (танки, аэроплан, броневые автомобили, пушки разных калибров и другое вооружение). Во время парада — над Красной площадью пролетел аэростат (экипаж: Николай Анощенко, Иван Олеринский и Леонтий Куни).
- 7 ноября 1920 года военного парада не было.

### 1921 год

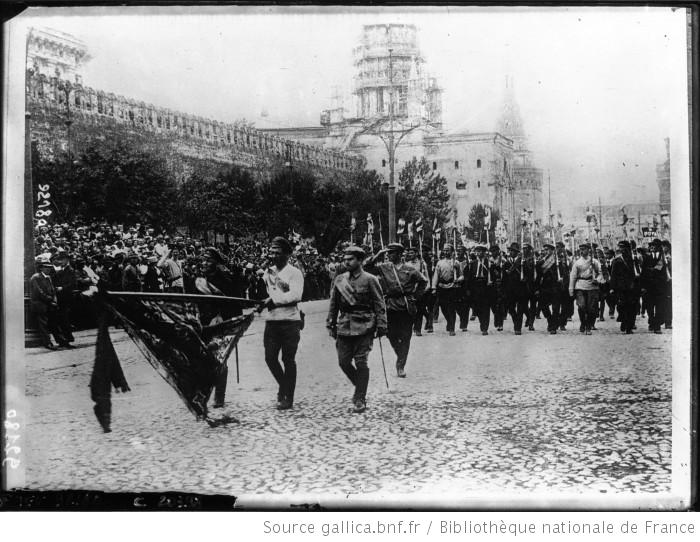
Парад на Красной площади, Москва, 1921 год

- 1 мая 1921 года военного парада не было.
- Военный парад в честь III-го конгресса Коминтерна состоялся 17 июня.
- 7 ноября 1921 года военного парада не было.

### 1922 год

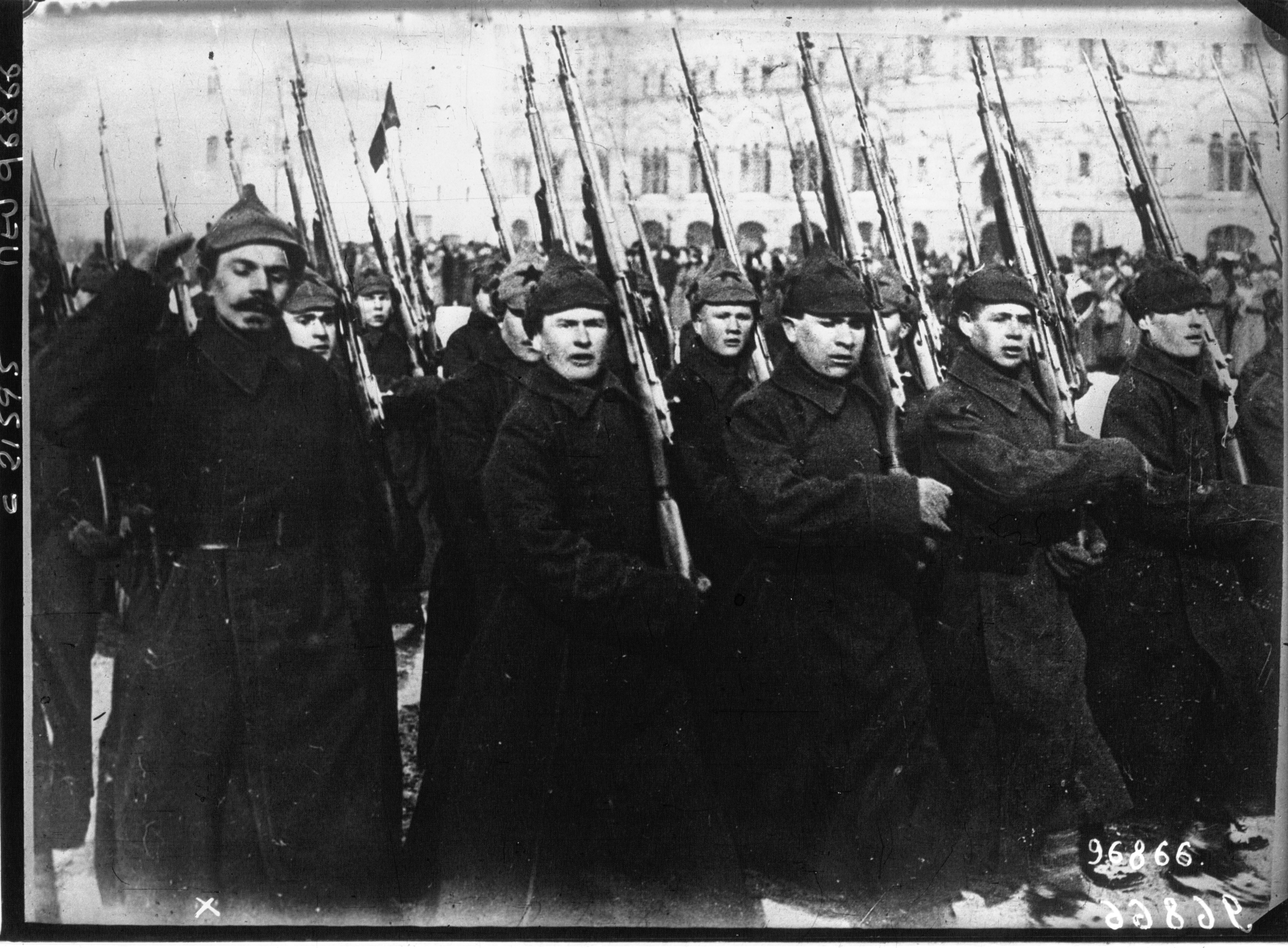
Парад на Красной площади, Москва, 1922 год

- В военном параде 1 мая принял участие военный оркестр. Музыканты сводного полка выступили во главе с главным дирижёром Владимиром Мессманом.

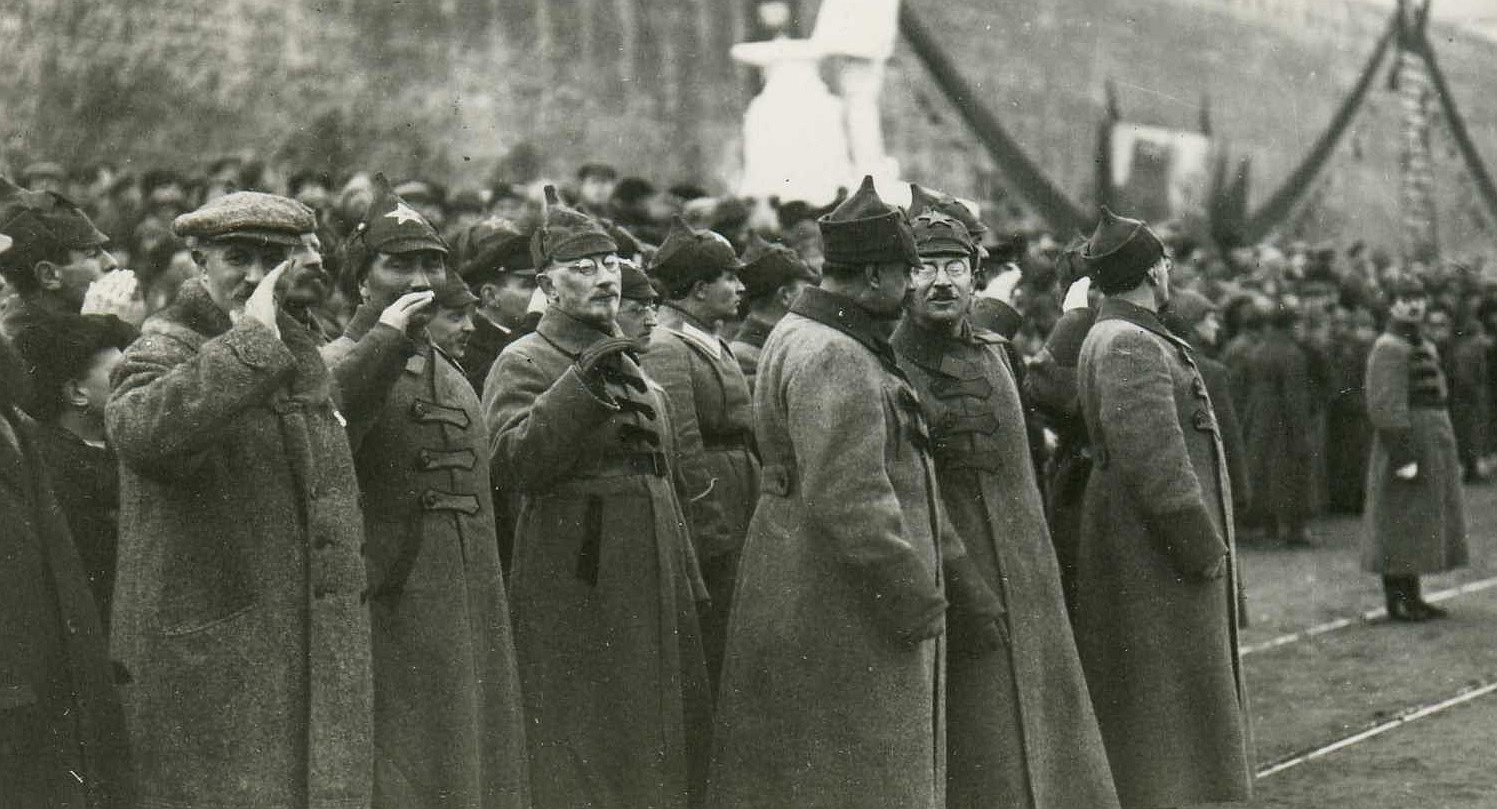
Будённый, Смилга (в центре), Аванесов, Каменев, Склянский и Троцкий на параде. Красная площадь, 7 ноября 1922 года

- 7 ноября 1922 года состоялся парад в честь пятой годовщины Октябрьской революции 1917 года. Принимал парад председатель Реввоенсовета РСФСР Л. Д. Троцкий.

## СССР

### 1923 год
- 1 мая 1923 года состоялся военный парад и демонстрация. Вечером на Красной площади было устроено праздничное представление.
- 7 ноября 1923 года в день празднования шестой годовщины Октябрьской революции впервые были произведены киносъёмки Москвы и Красной площади с воздуха. В параде приняли участие главнокомандующий Вооружёнными силами Республики — С. С. Каменев, командующий Московским военным округом — Н. И. Муралов и др. В это время Ленин тяжело болел, поэтому на Красной площади установили его гипсовую скульптуру. Парад возглавила школа имени ВЦИК. Впервые на параде участвовала артиллерия на тракторах[8].

### 1924 год

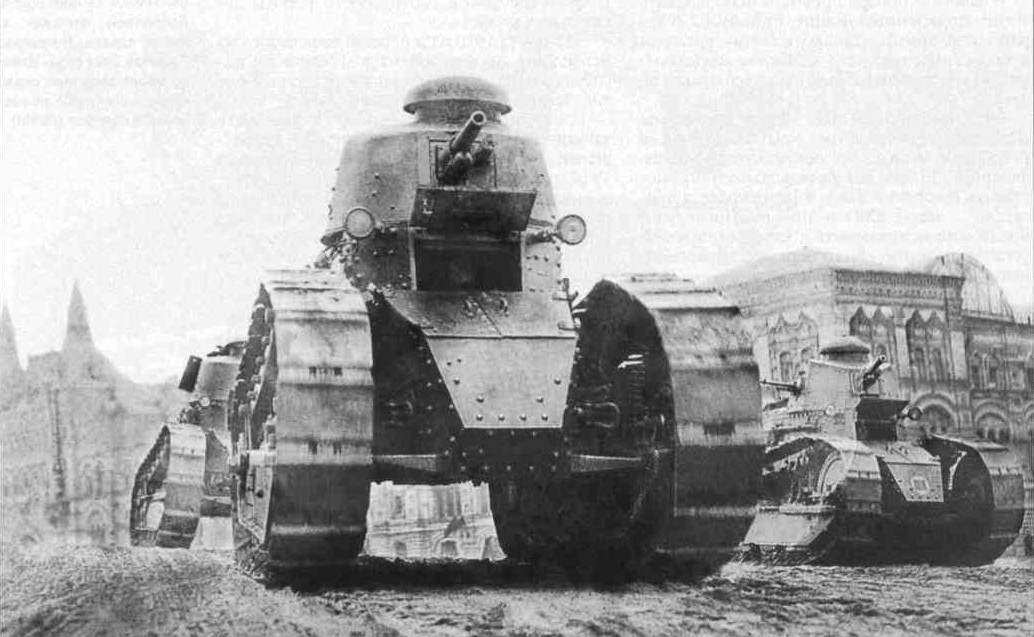
Танки РККА на параде. Впереди трофейный Рено ФT, сзади слева — «Рено-русский» с пушечно-пулемётным вооружением. 8 ноября 1924 года.

- 1 мая военный парад не проводился в связи с трауром из-за смерти В. И. Ленина.
- 7 ноября 1924 года, в день празднования седьмой годовщины Великого Октября, состоялся военный парад. Командующий парадом Г. Д. Базилевич рапортовал председателю ЦИК СССР М. И. Калинину. Но принимал парад председатель Реввоенсовета РСФСР Л. Д. Троцкий. Приняв рапорт, М. И. Калинин вместе с членами Реввоенсовета СССР М. В. Фрунзе, И. С. Уншлихтом, А. С. Бубновым, С. М. Будённым, командующим войсками МВО К. Е. Ворошиловым и секретарём ЦИК СССР А. С. Енукидзе обошли и поздравили воинские части. Парад открыли слушатели Академии РККА. В параде участвовали пулемётные тачанки, артиллерийский упряжки, войска внутренней и пограничной охраны, пехотинцы, сапёрные части, бойцы автоотряда, эскадроны конницы Будённого, курсанты школы ВЦИК, будущие командиры красных военлётов.

### 1925 год
- 23 февраля состоялся смотр приуроченный к 7-й годовщине создания Красной Армии. Объезд войск на коне совершил М. В. Фрунзе.
- 1 мая парад войск Московского гарнизона принимал М. В. Фрунзе. Командовал парадом К. Е. Ворошилов. Перед трибунами Мавзолея прошли колонны военно-учебных заведений, пехотинцы, моряки Балтийского Флота, колонна высшей школы военной маскировки, кавалерия, велосипедисты, артиллерия, бронеавтомобили (марок «Гарфорд» и «Фиат»), танки (марок «Рикардо» и «Тейлор»), пулемёты на мотоциклах и автомобилях, самокатчики, радиотелеграфные части. Над Красной площадью пронеслись эскадрильи Военно-воздушных сил (88 самолётов).
- 4 октября — торжественный парад-смотр частей охраны путей сообщения НКПС СССР в честь открывающегося I Всесоюзного съезда начальников охраны железных дорог. На параде присутствовали Я. Э. Рудзутак и К. Е. Ворошилов[9].
- 7 ноября военный парад не проводился в связи с трауром из-за смерти народного комиссара по военным и морским делам СССР М. В. Фрунзе.

### 1926 год
- Военный парад 1 мая состоялся.
- 7 ноября парад войск Московского гарнизона принимал К. Е. Ворошилов. Командовал парадом командующий войсками МВО Г. Д. Базилевич.

### 1927 год
- 1 мая парад принимал К. Е. Ворошилов. Командовал парадом Г. Д. Базилевич. По Красной площади прошли конные эскадроны, артиллерийские батареи, танки, броневики, колонны моряков и слушателей военных академий и школ. Пролетели авиационные эскадрильи.
- 7 ноября состоялся военный парад в день десятилетия Октябрьской революции. Принимал парад председатель ЦИК СССР М. И. Калинин. Командовал парадом председатель Реввоенсовета К. Е. Ворошилов. В параде участвовали военно-учебные заведения, линейные части, сводный полк моряков Балтики и Чёрного моря, подразделения других округов (в том числе сводный Северо-Кавказский кавалерийский полк), войска ОГПУ, особые вооружённые отряды стрелковой охраны путей сообщения НКПС СССР, полк допризывников высших учебных заведений города Москвы и полк кружков Мосавиахима. Не было броневиков и танков. Из-за плохой погоды воздушный парад над Красной площадью был отменён.

### 1928 год
- На параде 1 мая К. Е. Ворошилов принимал рапорт командующего войсками МВО Б. М. Шапошникова. По Красной площади прошли танки, артиллерия, прожекторы и пулемёты на автомобилях, кавалерия, колонны курсантов московских военных школ, авточасти на машинах АМО.
- 7 ноября парад принимал М. И. Калинин. Командовал парадом временно исполняющий обязанности командующего войсками округа Н. В. Куйбышев.

### 1929 год
- 1 мая парад принимал К. Е. Ворошилов. Командовал парадом командующий войсками округа И. П. Уборевич. На Красной площади был выставлен самолёт-гигант АНТ-9. По Красной площади прошли на грузовиках — прожекторные роты, броневики БА-27, автомоточасти с пулемётами на грузовиках и легковых автомобилях, тракторы с орудиями, лёгкие танки МС-1, тяжёлые танки. Замыкали колонны отряды самокатчиков и мотоциклистов.
- 7 ноября состоялся парад в честь 12-й годовщины Октябрьской революции. Принимал парад К. Е. Ворошилов. Командовал парадом И. П. Уборевич. Перед центральной трибуной прошли автомобили, мотоциклы, артиллерия на мехтяге, броневики, лёгкие и тяжёлые танки. В небе пролетели боевые эскадрильи.

### 1930 год
- 1 мая принимающий парад К. Е. Ворошилов принял рапорт от командующего парадом помощника командующего войсками МВО Н. Д. Каширина. Открыл парад сводный полк начальствующего состава Центральных военных управлений. За ним шли Военная академия РККА, школа «Выстрел», Военно-воздушная академия. Прошли химчасти, курсанты, кавалеристы школы ВЦИК, колонны красноармейцев, курсантов пограншколы, подразделения дивизии имени Ф. Э. Дзержинского, Пролетарской дивизии, кавалерийские части и артдивизион, связисты, разведчики, санитары, самокатчики войск особого назначения, зенитная артиллерия буксируемая тракторами, на автомобилях — прожекторы, звукоуловители, пулемёты, броневики, танковый полк. Участвовали танки МС-1. Замыкали парад отряды тачанок и кавалерийские эскадроны. Над Красной площадью пролетели самолёты (в том числе ТБ-1).
- 7 ноября принимающий парад К. Е. Ворошилов принял рапорт от командующего парадом командующего войсками МВО А. И. Корка. Среди участников парада — мотоциклисты, автомашины, броневики, танки.

### 1931 год
- 1 мая принимал парад наркомвоенмор К. Е. Ворошилов. В параде участвовали танки, автомобили, мотоциклы.
- Был проведён военный парад 7 ноября.

### 1932 год
- Парад 1 мая открыл сводный полк начсостава. Прошли колонны высших учебных заведений, школы ВЦИК, бойцы Пролетарской дивизии, моряки, пограничники, войска ОГПУ, конница, пулемётные тачанки, броневики, моторизованная артиллерия, машины с пулемётами, прожекторами, радиостанциями, танки, танкетки. В небе пролетели бомбардировщики, истребители, разведчики.
- Был проведён военный парад 7 ноября.

### 1933 год
- 1 мая на параде прошли: сводный полк начсостава, батальоны академий, школы, моряки, бойцы дивизии имени Московского пролетариата (впереди — снайперы), военизированные отряды пролетариата столицы. Прошли колонны машин: бронеавтомобили, механизированная артиллерия, автомобили с зенитными орудиями, танкетки, танки. Воздушный парад над Красной площадью — пролетели бомбардировщики, истребители, разведчики. Начиная с этого года воздушные парады проводились регулярно до начала войны.
- На параде 7 ноября войска объезжал заместитель наркомвоенмора М. Н. Тухачевский. Торжественный марш открыла Военная академия РККА, затем прошли высшие военные школы — химическая и инженерная. Прошли подразделения Пролетарской дивизии, войск ОГПУ, бывшие партизаны, красногвардейцы и кавалеристы. Затем на марше — артиллерия: противотанковые, горные пушки, мортиры, орудия большой мощности на механизированной тяге, на грузовиках — мотопехота, бронеавтомобили, и новинка — плавающий танк (Т-37).

### 1934 год
- Парад войск Московского гарнизона в честь XVII съезда ВКП(б) состоялся 9 февраля. Принимал парад нарком К. Е. Ворошилов. Первыми прошли слушатели военных академий: имени Фрунзе, инженерной, химической, воздушной, затем прошли подразделения Пролетарской дивизии, войска ОГПУ, пограничники, военизированная охрана НКПС СССР, связисты, пулемётчики, снайперы, авиаторы. Замыкал колонну воинских частей отряд московской милиции. Прошли бывшие партизаны, осоавиахимовские отряды. Затем на площадь въехали — конная артиллерия, кавалерия, тачанки, автомашины с пехотой, быстроходные танки БТ-2 и БТ-5, плавающие танки Т-37А, тяжёлые танки Т-35, лёгкие танки Т-26, танкетки Т-27, средние танки Т-28, бронеавтомобили, артиллерия на прицепах тягачей (на базе танка Т-26) или автомашин, самоходные артиллерийские установки СУ-1-12. Парад назвали «парадом стали и моторов» из-за массы боевых машин (525 танков). Всего участвовало 42 тысячи военнослужащих.
- На параде 1 мая командующий войсками МВО А. И. Корк рапортовал наркому К. Е. Ворошилову. Прошли колонны танков, бронемашин, артиллерии, автомашин со специальными приборами. В небе пролетели самолёты.
- Состоялся парад 7 ноября в честь 17-й годовщины Октябрьской революции. Парад открыли слушатели военных академий, прошли пехотные и мотомеханизированные части, лётчики, связисты, инженеры, химики, курсанты школы ВЦИК, подразделения Пролетарской дивизии, краснофлотцы и пограничники, рабочие отряды бывших красногвардейцев и партизан, молодые рабочие Осоавиахима. Затем была очередь механизированных войск и танков. Завершил парад пролёт самолётов.

### 1935 год
- Состоялся парад 1 мая — во главе колонны высших военно-учебных заведений — Военная академия РККА имени М. В. Фрунзе, вслед за ней — прошли слушатели Военной академии механизации и моторизации РККА, Военно-воздушной академии имени Жуковского, Военно-инженерной академии имени В. В. Куйбышева. На военном параде широко были представлены общевойсковые, артиллерийские, бронетанковые, авиационные, инженерные, связи, химзащиты, а также другие специальные высшие и средние военно-учебные заведения РККА. Прошли подразделения Московской Пролетарской стрелковой дивизии. Затем прошли вооружённые отряды трудящихся столицы, а потом настала очередь эскадронов конницы, пулемётных тачанок, артиллерии на конной тяге, воинов-велосипедистов. Затем выехали малые и большие броневики, моторизованная артиллерия, быстроходные танки (всего участвовало 500 танков). На воздушном параде было 800 самолётов. Воздушный парад открыл восьмимоторный самолёт-гигант «Максим Горький» в сопровождении истребителей И-4, затем пролетели четырёхмоторные бомбардировщики ТБ-3, разведывательные самолёты Р-5, истребители И-15, опытные И-16 и скоростной бомбардировщик СБ.
- Военным парадом 7 ноября командовал заместитель войсками округа комкор Б. С. Горбачёв. Под звуки военного оркестра прошли академии и школы, части Московской Пролетарской стрелковой дивизии, батальоны московских пролетариев, артиллерия. Прошли эскадроны Особой кавалерийской дивизии имени И. В. Сталина. На параде были широко представлены средства противовоздушной обороны — зенитные пулемёты и орудия, прожектора и звукоулавливатели. Прошли бронеавтомобили, грузовики с мотопехотой и артиллерийскими расчётами, скоростные лёгкие танки, плавающие машины-амфибии, средние танки, многопушечные танки. Колонну тяжёлых танков возглавлял танк «Киров». Слаженность и мастерство показали подразделения механизированного корпуса имени К. Б. Калиновского. Из-за плохой погоды — авиационная часть парада не состоялась.

### 1936 год

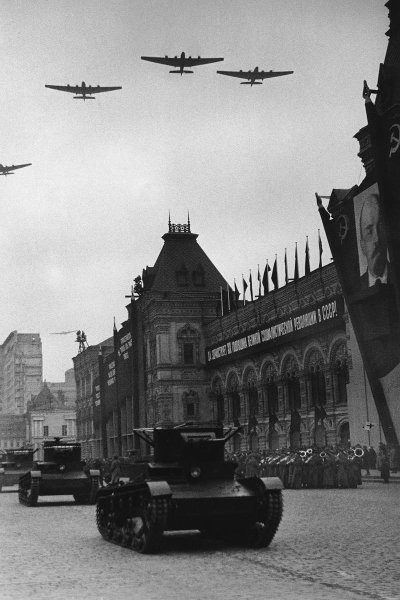
Т-26 и ТБ-3 на параде 7 ноября 1936 года

- Военный парад 1 мая принимал народный комиссар обороны маршал К. Е. Ворошилов. На воздушном параде были представлены серийные истребители И-16 и скоростные бомбардировщики СБ.
- Военным парадом 7 ноября командовал командарм 1-го ранга И. П. Белов. Парад открыл сводный полк начальствующего состава центральных управлений Наркомата обороны, затем прошли военные академии и школы, сводный отряд моряков, батальоны Московской Пролетарской стрелковой дивизии, эскадроны кавдивизии имени И. В. Сталина, сводный тачаночный полк, велосипедисты, мотоциклисты, отряд броневиков, артиллерия. Завершили шествие подразделения механизированного корпуса имени К. Б. Калиновского и другие танковые части.

### 1937 год
- Состоялся парад 1 мая. Парад был внушительным, вслед за военными академиями прошли бойцы Московской Пролетарской стрелковой дивизии, личный состав Особого кавполка НКО СССР, эскадроны Особой кавдивизии имени И. В. Сталина, сводная казачья и горских национальностей дивизия, вооружённые отряды трудящихся столицы, осоавиахимовцы. Воины были вооружены новыми винтовками АВС-36 и экипировывались новыми касками СШ-36. Через Красную площадь прошли танки-амфибии, лёгкие танки, средние танки Т-28 и тяжёлые боевые машины Т-35, проехали грузовики с прожекторами, грузовики ЯГ-10 с 76-мм зенитным орудием в кузове. Тягачи «Коминтерн» буксировали артиллерийские орудия. На парад в Москву из Ленинградского военного округа прибыла 147-я авиабригада на скоростных бомбардировщиках СБ. Также пролетели самолёты ДБ-3 и скоростные истребители различных типов. Флотилия катеров и теплоходов проследовала вдоль стен Кремля.

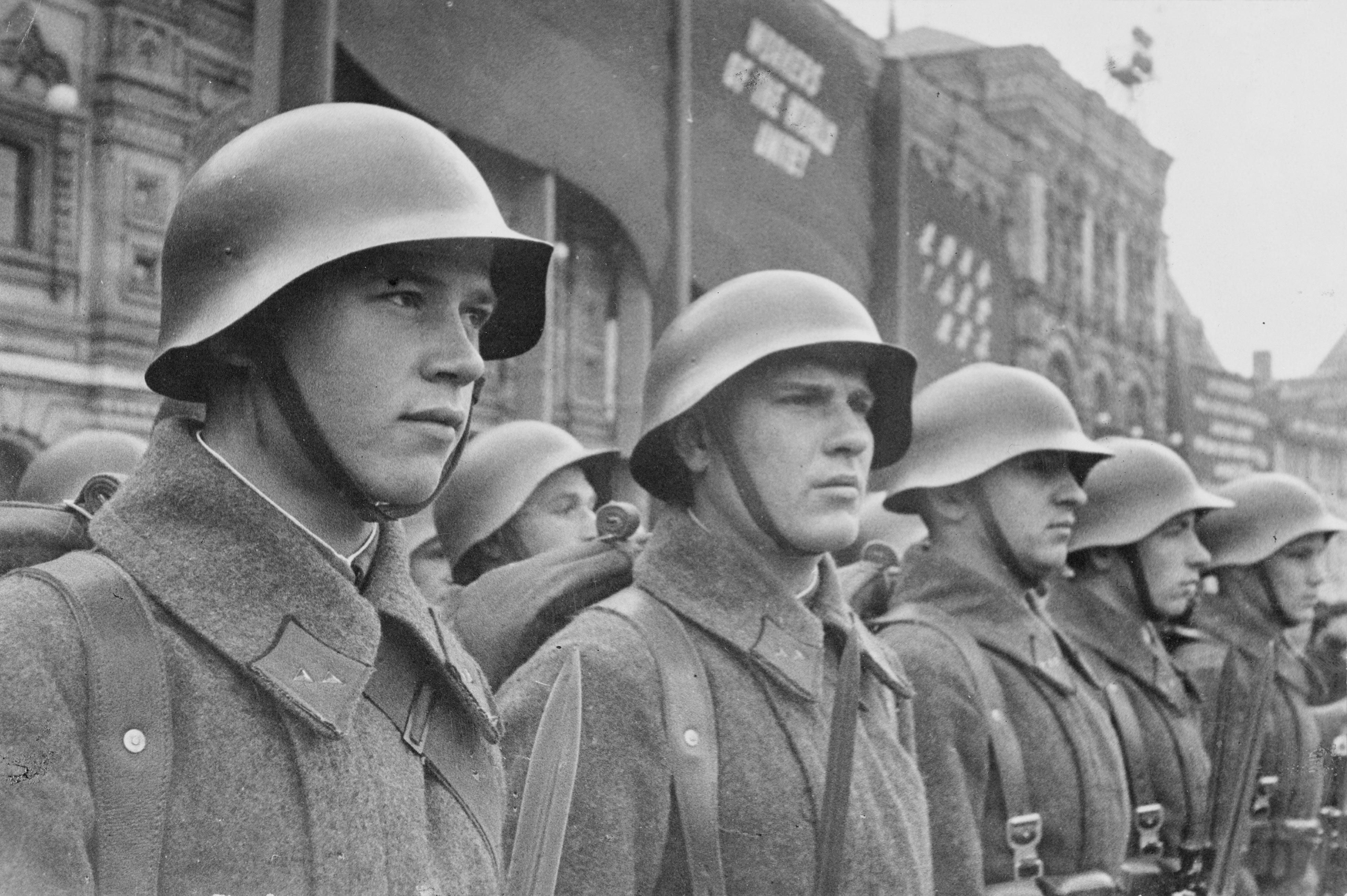
Военнослужащие Красной армии в парадном строю. Красная площадь,.

- 7 ноября 1937 года — празднование двадцатой годовщины Октябрьской Революции. Командовал парадом Маршал Советского Союза С. М. Будённый, а принимал парад нарком обороны, Маршал Советского Союза К. Е. Ворошилов. На трибуне стоял И. В. Сталин и его соратники. Парад открыл сводный полк центральный управлений Наркомата. Прошли слушатели академий и военных училищ РККА, курсанты военного училища имени ВЦИК, бойцы Московской Пролетарской стрелковой дивизии, кавалеристы Особой кавдивизии имени И. В. Сталина, войска НКВД, ветераны гражданской войны — партизаны, отряды рабочей и учащейся молодёжи, лётчики, «ворошиловские стрелки», связисты, парашютисты, воины- самокатчики, велосипедисты, мотоциклисты на мотоциклах «Иж». На параде участвовала военная техника[10]. Прошли зенитная артиллерия и орудия крупных калибров на гусеничном ходу, танки. В небе пролетело 300 самолётов. Величаво пролетел легендарный АНТ-25, пилотируемый М. М. Громовым. Лётчики штурмовой авиабригады Военно-воздушной академии имени Н. Е. Жуковского начертали в небе столицы аббревиатуру «СССР» и юбилейную цифру «XX».

### 1938 год
- Состоялся парад 1 мая.

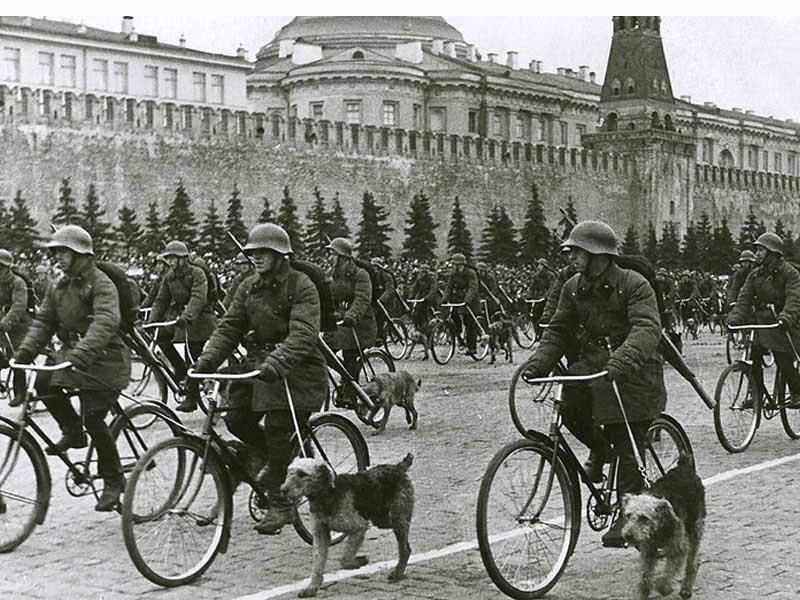
Парадный расчёт самокатчиков — сапёры-собаководы на параде.

- На параде 7 ноября перед Мавзолеем прошли слушатели Военной академии имени М. В. Фрунзе, Военно-воздушной академии имени Н. Е. Жуковского, Академии моторизации и механизации РККА, Военно-инженерной академии имени В. В. Куйбышева, Военной академии химической защиты имени К. Е. Ворошилова, Военно-ветеринарной академии, Военно-юридической академии и других военно-учебных заведений. Впервые на параде участвовали слушатели Артиллерийской академии имени Ф. Э. Дзержинского. Также прошли курсанты Военного училища имени Верховного Совета РСФСР, Военно-политического училища имени В. И. Ленина, 1-го Московского артиллерийского училища, Военно-железнодорожного училища, училища пограничной охраны и войск ОГПУ, воспитанники Военно-музыкальной школы.

### 1939 год
- Состоялся парад 1 мая. Перед трибунами Мавзолея прошли: сводный полк НКО СССР, колонны высших и средних военно-учебных заведений РККА, пехотинцы, лётчики, моряки, артиллеристы, пограничники, вооружённые отряды трудящихся столицы, колонна Гражданского воздушного флота, кавалеристы, пулемётные тачанки, орудийные упряжки, моторизованная пехота. Проехали автомашины с зенитными пулемётными установками, зенитные орудия, прожектора, артиллерия на механической тяге, автобронетанковые колонны. Состоялся пролёт самолётов.
- Состоялся парад 7 ноября. Среди участников были подразделения дивизии имени Ф. Э. Дзержинского.

### 1940 год
- Состоялся парад 1 мая. Командовал парадом Маршал Советского Союза С. М. Будённый, а принимал парад нарком обороны, Маршал Советского Союза К. Е. Ворошилов. Парад открыли юные барабанщики Московской военно-музыкальной школы. Прошли: сводный полк начальствующего состава центральных управлений НКО, батальон Наркомата ВМФ, слушатели Военной академии имени М. В. Фрунзе, Военно-политической академии имени В. И. Ленина и колонны других военно-учебных заведений РККА. Далее проследовали колонны артиллерии, бронетанковых и механизированных войск. В воздушном параде участвовало 634 самолёта. Строй самолётов замыкали тяжёлые бомбардировщики ТБ-7.
- Состоялся парад 7 ноября. Прошли подразделения 1-й Московской мотострелковой дивизии (воины дивизии были вооружены автоматами ППД), эскадроны Особой кавбригады НКО, военные моряки, пограничники, войска НКВД, лётчики, воины частей ПВО, танкисты (средние танки Т-28, тяжёлые боевые машины Т-35, быстроходные танки БТ-7). Проехали бронеавтомобили БА-20 и БА-10.

### 1941 год
- Состоялся парад 1 мая. Парад принимал Маршал Советского Союза С. К. Тимошенко. Командовал парадом генерал армии И. В. Тюленев. Парад открыли слушатели Военной академии имени М. В. Фрунзе. Прошли слушатели Военной академии механизации и моторизации РККА, Военно-политической академии имени В. И. Ленина, Артиллерийской академии имени Ф. Э. Дзержинского, Военно-инженерной академии имени В. В. Куйбышева, Военной академии химической защиты имени С. К. Тимошенко, Военно-ветеринарной академии, Военно-юридической академии. Прошли слушатели Военно-воздушной инженерной академии имени Н. Е. Жуковского и колонна выделившейся из неё Военно-воздушной академии. Прошли курсанты Московского военного училища имени Верховного Совета РСФСР, Военно-политического училища имени В. И. Ленина, 1-го Московского артиллерийского училища, студенты военного факультета Государственного института физической культуры и учащиеся других учебных заведений. Прошёл сводный батальон моряков ВМФ, учащиеся Высшего военно-морского училища имени М. В. Фрунзе, Высшего военно-морского инженерного училища имени Ф. Э. Дзержинского, войска внутренней охраны НКВД, слушатели Высшей школы пограничной охраны НКВД, велосипедисты, мотоциклисты, тачанки. Также прошла молодёжь — осоавиахимовцы, воспитанники московских аэроклубов, «ворошиловские стрелки». Затем прошли автомашины ЗИС-5 и ГАЗ-АА с мотопехотой, артиллерия на механической тяге, танки, в том числе средние танки Т-28, тяжёлые боевые машины Т-35, быстроходные танки БТ-7. На воздушном параде были показаны пикирующие бомбардировщики Пе-2, новейшие истребители Як-1, МиГ-3 и ЛаГГ-3.

- Парад на Красной площади 7 ноября 1941 года — военный парад в честь 24-й годовщины Октябрьской революции, проведённый во время Московской битвы, когда линия фронта проходила всего в нескольких десятках километров от города. Этот парад по силе воздействия на ход событий приравнивается к важнейшей военной операции. Он имел огромное значение по поднятию морального духа армии и всей страны, показав всему миру, что Москва не сдаётся и боевой дух армии не сломлен. Парад начался ровно в 8 часов 7 ноября 1941 года. Командовал парадом командующий Московским военным округом генерал П. А. Артемьев, а принимал его — Маршал Советского Союза С. М. Будённый. Торжественный марш войск на Красной площади открыли курсанты артиллерийского училища. С развёрнутыми знамёнами, под боевые революционные марши, исполняемые оркестром штаба МВО под управлением Василия Агапкина, шли по главной площади страны артиллеристы и пехотинцы, зенитчики и моряки. Потом по Красной площади двинулись конница, пулемётные тачанки, танки Т-34 и КВ-1. В параде приняли участие батальоны курсантов окружного военно-политического училища, Краснознамённого артиллерийского училища, полк 2-й Московской стрелковой дивизии, полк 332-й дивизии имени Фрунзе, стрелковые, кавалерийские и танковые части дивизии имени Дзержинского, Московский флотский экипаж, Особый батальон военного совета МВО и МЗО, батальон бывших красногвардейцев, два батальона Всеобуча, два артиллерийских полка Московской зоны обороны, сводный зенитный полк ПВО, два танковых батальона резерва Ставки, которые к 7 ноября прибыли из Мурманска и Архангельска[11]. В связи с неожиданным переносом времени проведения парада, киносъемочная группа не успела подготовиться, и не смогла снять речь Сталина с синхронной звукозаписью. Вскоре после окончания парада, начальник сталинской охраны генерал Николай Власик предложил операторам прибыть в пять вечера на Лубянку. Там им сообщили, что Сталин придаёт очень большое значение трансляции своего выступления на Красной площади и предлагает снять его второй раз уже с синхронной записью. Так как о съёмке на трибуне Мавзолея не могло быть и речи, то было решено построить в Большом Кремлёвском дворце фанерный макет трибуны Мавзолея, покрасить его под мрамор. О параде был сделан фильм «XXIV-ый Октябрь. Речь И. В. Сталина» (режиссёр Л. В. Варламов, 1941 г.)[12].

### 1945 год
- Состоялся парад 1 мая[13]. Парад открыл сводный офицерский полк НКО, прошли слушатели Военной академии имени Фрунзе, кавалерия. Затем проехала мотопехота на грузовиках ГАЗ-АА, на «Студебеккерах» провезли пушки БС-3, на грузовиках ЗИС-5 были установлены спаренные зенитные пулемёты ДШК, провезли 37-мм и 85-мм зенитные орудия, проехали машины реактивной артиллерии БМ-13Н, БМ-31, БМ-8-72 на шасси «Студебеккер», тягачи Я-12 провезли 122-мм пушки А-19 и 152-мм гаубицы МЛ-20, другие артиллерийские орудия везли тягачи «Ворошиловец», 305-мм орудия большой мощности везли тягачи «Аллис-Чалмерс». Затем была очередь танков (в том числе был показан огнемётный танк ОТ-34 и тяжёлый танк ИС-2) и артиллерийских самоходок.

- 24 июня состоялся Парад Победы.
- 12 августа состоялся парад физкультурников (23 тысячи участников). Почётным гостем был командующий американскими оккупационными войсками в Европе генерал Дуайт Эйзенхауэр.

### 1946 год
- Состоялся парад 1 мая. Командовал парадом командующий Московским военным округом генерал-полковник П. А. Артемьев, принимал парад — Маршал Советского Союза К. К. Рокоссовский. В параде приняли участие: Военная академия имени М. В. Фрунзе, Академия бронетанковых и механизированных войск, Академия командного и штурманского состава ВВС, воспитанники Тульского суворовского училища, конница, танки, артиллерия, «Катюши», самоходки, колонна машин мотопехоты и с воинами десантных войск, гвардейская Таманская мотострелковая дивизия, гвардейская Кантемировская танковая дивизия.
- 8 сентября был проведён День танкиста. По Красной площади прошли мотоциклы, танки Т-34 и ИС-3, мотопехота на грузовиках, зенитные пушки на ЗИС-5 и на «Студебеккерах», БТРы, «Катюши», самоходные зенитки ЗСУ-37, самоходные артиллерийские установки СУ-152, СУ-76 и СУ-100. Всего участвовало 600 единиц военной техники.
- Состоялся парад 7 ноября. Принимал парад Маршал Советского Союза Л. А. Говоров. В параде принимали участие: гвардейская Таманская мотострелковая дивизия, гвардейская Кантемировская танковая дивизия. Прошли танки (в том числе танк Т-34 № 0460, который затем был поставлен на гранитном пьедестале перед Домом офицеров гвардейской Кантемировской танковой дивизии), пролетели самолёты. На параде была показана новейшая советская экспериментальная самоходная артиллерийская установка ЗСУ-37 и проехали танки ИС-3.

### 1947 год
- Состоялся парад 1 мая. Среди участников парада — воспитанники Ленинградского нахимовского училища, конница. Впервые пролетели реактивные самолёты (25 машин). Также пролетели транспортные самолёты Ил-12, бомбардировщики Пе-8 и Ту-2, был показан экспериментальный пассажирский самолёт Ту-70.
- Состоялся парад 7 ноября. Принимал парад Маршал Советского Союза Н. А. Булганин.

### 1948 год
- Состоялся парад 1 мая. Командовал парадом К. А. Мерецков, принимал парад Маршал Советского Союза А. М. Василевский. На параде был представлен зенитный комплекс, в который входили 100-мм пушка, станция орудийной наводки с пультом управления артиллерийским зенитным огнём (ПУАЗО) и силовой агрегат. Пехотинцы прошли с самозарядными карабинами Симонова и автоматами Калашникова. Были показаны бомбардировщики Ту-4.
- Состоялся парад 7 ноября. Принимал парад Маршал Советского Союза С. К. Тимошенко, командовал парадом К. А. Мерецков.

### 1949 год
- Состоялся парад 1 мая. Принимал парад Маршал Советского Союза А. М. Василевский. Пехота на параде проехала на машинах. Были показаны артиллерийские орудия сопровождения пехоты на поле боя, самодвижущиеся пушки, безоткатные орудия, миномёты.
- Состоялся парад 7 ноября. Командовал парадом генерал-полковник П. А. Артемьев, принимал парад Маршал Советского Союза А. М. Василевский. Была показана группа реактивных истребителей.

### 1950 год
- Состоялся парад 1 мая. Командовал парадом генерал-полковник П. А. Артемьев, принимал парад генерал армии С. М. Штеменко.
- Состоялся парад 7 ноября. Принимал парад Маршал Советского Союза С. М. Будённый. Среди участников парада — воины-десантники на грузовых автомашинах.

### 1951 год
- Состоялся парад 1 мая.
- Состоялся парад 7 ноября. Командовал парадом генерал-полковник П. А. Артемьев, принимал парад Маршал Советского Союза Р. Я. Малиновский. На параде пехота была представлена на бронетранспортёрах.

### 1952 год
- Состоялся парад 1 мая. Командовал парадом генерал-полковник П. А. Артемьев, принимал парад Маршал Советского Союза Л. А. Говоров. Над Красной площадью должны были пролететь новейшие фронтовые бомбардировщики Ил-28. Но из-за резкого ухудшения метеоусловий проход над Москвой запретили. При посадке на запасном аэродроме в условиях очень плохой видимости один самолёт разбился и ещё один получил повреждения. Среди участников парада — курсанты Военного училища имени Верховного Совета РСФСР.
- Состоялся парад 7 ноября. Командовал парадом генерал-полковник П. А. Артемьев, принимал парад Маршал Советского Союза С. К. Тимошенко. Были показаны системы реактивной артиллерии БМ-14 на шасси автомобиля ЗИС-151.

### 1953 год
- Состоялся парад войск 9 марта на похоронах И. В. Сталина.
- Состоялся парад 1 мая. Командовал парадом генерал-полковник П. А. Артемьев, принимал парад Маршал Советского Союза Н. А. Булганин. Именно с этого года открытые автомобили ЗИС-110Б сменили коней, на которых выезжали командующий и принимающий военные парады на Красной площади. Была показана новая 85-мм самоходная пушка.
- Состоялся парад 7 ноября. Командовал парадом генерал армии К. С. Москаленко.

### 1954 год
- Состоялся парад 1 мая. Были показаны новые 82-мм и 107-мм безоткатные орудия. Над Красной площадью впервые пролетел бомбардировщик М-4, в сопровождении истребителей МиГ-17.
- Состоялся парад 7 ноября.Принимал парад Маршал Советского Союза Н. А. Булганин. Командовал парадом генерал Армии К.С.Москаленко.

### 1955 год
- Состоялся парад 2 мая. Принимал парад министр обороны СССР Маршал Советского Союза Г. К. Жуков, командовал парадом Маршал Советского Союза К. С. Москаленко. Над Красной площадью впервые пролетел бомбардировщик Ту-95.
- Состоялся парад 7 ноября. Принимал парад министр обороны СССР Маршал Советского Союза Г. К. Жуков.

### 1956 год
- Состоялся парад 1 мая. В параде принимали участие: Военная академия имени М. В. Фрунзе, сводный полк моряков, воины дивизии имени Ф. Э. Дзержинского. Прошли зенитные артиллерийские средства, противотанковые орудия, реактивные установки, орудия больших калибров, пролетели самолёты. Тогда же впервые провели телевизионный репортаж о военном параде на Красной площади.
- Состоялся парад 7 ноября. Среди участников: Военно-воздушная академия, воины-десантники, сводный оркестр Московского гарнизона — 800 музыкантов во главе с главным дирижёром Советской армии генерал-майором И. В. Петровым.

### 1957 год
- Состоялся парад 1 мая. Среди участников: машины везли счетверённые зенитные пулемёты, реактивные миномёты, на прицепе гусеничных тягачей прошли лёгкие пушки, вслед за ними — зенитные пушки, орудия особой мощности. Прошли десантники, пролетели самолёты.
- Состоялся парад 7 ноября. Принимал парад Маршал Советского Союза Р. Я. Малиновский. В качестве почётных гостей на параде присутствовали лидеры Китая — Мао Цзэдун и Вьетнама — Хо Ши Мин. По Красной площади проехали военные внедорожники ГАЗ-69, бронетранспортёры БТР-151, танки Т-54 и ИС-3, зенитные самоходки ЗСУ-57-2, тягачи АТ-Т с артиллерийскими орудиями, ракетные комплексы «Филин» и «Марс», гигантские 406-мм самоходные пушки «Конденсатор», зенитно-ракетные комплексы С-75 — на этом параде впервые демонстрировалась ракетная техника, в том числе и межконтинентальные баллистические ракеты Р-5М. Начиная с этого парада была отменена его воздушная часть.

### 1958 год
- Состоялся парад 1 мая. Командовал парадом Маршал Советского Союза Р. Я. Малиновский.
- Состоялся парад 7 ноября.

### 1959 год
- Состоялся парад 1 мая. В параде принимали участие: Военная академия имени М. В. Фрунзе, подразделения Каспийского высшего военно-морского училища, суворовцы из Тулы, нахимовцы, воины гвардейской Таманской дивизии. Завершая парад прошёл сводный духовой оркестр во главе с главным дирижёром Советской армии полковником Назаровым.
- Состоялся парад 7 ноября. Среди участников — Военная академия имени М. В. Фрунзе.

### 1960 год
- Состоялся парад 1 мая. Перед трибунами Мавзолея на специальных автомашинах проследовали зенитные ракеты, пусковые установки тактического ракетного комплекса 2К5 «Коршун», на тягачах АТ-Т - 180-мм орудия С-23, танки Т-54, затем на гусеничных тягачах — тактические ракеты. За ними — на специальных прицепах мощных тягачей — прошли баллистические ракеты. Замыкали парад — гигантские стратегические ракеты. Во время проведения парада над Свердловском был сбит американский самолёт-разведчик U-2.
- Состоялся парад 7 ноября. Замыкали парад — 8 гигантских стратегических ракет.

### 1961 год
- Состоялся парад 1 мая. На трибуне Мавзолея присутствовал первый космонавт Юрий Гагарин.
- Военный парад 7 ноября 1961 года — празднование 44-й годовщины Октябрьской революции. На трибуне находились Н. С. Хрущёв, Л. И. Брежнев и другие. Среди участников: Военная академия имени М. В. Фрунзе, Военно-политическая академия, Военная академия бронетанковых войск, Военно-воздушная инженерная академия имени Н. Е. Жуковского, Московское училище пограничных войск, Московское суворовское училище. В параде приняли участие и спортсмены[14].

### 1962 год
- Состоялся парад 1 мая. Среди участников: гвардейская Таманская дивизия, бронетранспортёры с автоматчиками, пулемётчиками, гранатомётчиками, колонна ракетчиков, зенитчики, гвардейская Кантемировская танковая дивизия.
- Военный парад 7 ноября 1962 года — празднование 45-й годовщины Октябрьской революции. На трибуне находились Н. С. Хрущев, Л. И. Брежнев. В параде приняли участие спортсмены[15].

### 1963 год
- Состоялся парад 1 мая. Парад принимал Маршал Советского Союза Р. Я. Малиновский, командовал парадом командующий войсками Московского военного округа генерал армии А. П. Белобородов. Почётным гостем на параде был кубинский лидер Фидель Кастро. Среди участников — гвардейская Таманская мотострелковая дивизия. Среди военной техники участвовали БРДМ-1, макет твердотопливной ракеты комплекса Д-6.
- Состоялся парад 7 ноября.

### 1964 год
- Состоялся парад 1 мая 1964 года[16][неавторитетный источник].
- Состоялся парад 7 ноября. Были показаны ракеты подводных лодок ВМФ.

### 1965 год
- С 1965 года 9 мая вновь стал выходным днём. Во время парада впервые было пронесено по Красной площади Знамя Победы. В этом же году введена традиция минуты молчания. Среди участников парада: слушатели Военной академии имени М. В. Фрунзе, Военной академии бронетанковых войск, Военно-инженерной академии имени В. В. Куйбышева, парадный полк Военно-воздушной академии, слушатели Военно-воздушной инженерной академии имени Н. Е. Жуковского, курсанты Высшего военно-морского инженерного училища имени Ф. Э. Дзержинского, курсанты Московского высшего общевойскового командного училища имени Верховного Совета РСФСР, ветераны погранвойск, курсанты Московского пограничного училища, колонна дивизии имени Ф. Э. Дзержинского, подразделения гвардейской Таманской дивизии на бронетранспортёрах с крупнокалиберными пулемётами и на лёгких автомашинах с ракетными установками для борьбы с танками противника, БРДМ с ПТРК «Шмель» и «Фаланга», подразделения воздушно-десантных войск на маневренных автомашинах и на самоходных установках, колонна кантемировцев, танки Т-62, орудия ствольной артиллерии, ЗРК «Круг» и «Даль», колонна ракет Сухопутных войск, были показаны противоракеты А-35, ракеты Р-14 и трёхступенчатые межконтинентальные ракеты.
- 7 ноября 1965 года — парад в честь 48-летия Октябрьской революции. В этом году это был второй парад после парада 9 мая. Командовал парадом дважды Герой Советского Союза, генерал армии А. П. Белобородов, а принимал парад — министр обороны СССР, Маршал Советского Союза Р. Я. Малиновский. Среди военной техники были показаны самоходные пусковые установки 15У51 из состава подвижного грунтового комплекса РТ-20, ракеты ГР-1. В строю войск было 26 батальонов. Парад техники открывала Таманская дивизия[17][нет в источнике][18][нет в источнике][19][нет в источнике][20][нет в источнике].

### 1966 год
- Состоялся парад 1 мая. Командовал парадом — генерал армии А. П. Белобородов. Среди участников: слушатели Военной академии бронетанковых войск, бронетранспортёры гвардейской Таманской дивизии, курсанты Севастопольского высшего военно-морского инженерного училища, десантники.
- Состоялся парад 7 ноября. Парад открыли юные музыканты-барабанщики, за ними проследовали слушатели Военной академии имени М. В. Фрунзе, курсанты Высшего военно-морского училища имени П. С. Нахимова, курсанты Московского высшего общевойскового командного училища имени Верховного Совета РСФСР, гвардейская Таманская дивизия.

### 1967 год
- Состоялся парад 1 мая. Парад принимал министр обороны СССР Маршал Советского Союза А. А. Гречко. Командовал парадом первый заместитель командующего Московского военного округа генерал-лейтенант Е. Ф. Ивановский. Среди участников: гвардейская Путиловско-Кировская часть ПВО, курсанты Высшего военно-морского училища радиоэлектроники имени А. С. Попова, колонна оперативно-тактических ракет (в том числе Р-9А).
- 7 ноября 1967 года — торжественное празднование 50-й годовщины Октябрьской революции. Принимал юбилейный парад министр обороны СССР Маршал Советского Союза А. А. Гречко. Командовал парадом генерал-полковник Е. Ф. Ивановский. На юбилейном параде приняли участие стилизованные войска времен гражданской войны (красноармейцы, матросы, кавалеристы, тачанки и воссозданные броневики). Парад современной армии открыли юные барабанщики Московской военно-музыкальной школы, прошли слушатели Военной академии имени М. В. Фрунзе, Военно-политической академии имени В. И. Ленина, Военной инженерной академии имени Ф. Э. Дзержинского, Военной академии бронетанковых войск имени Маршала Советского Союза Р. Я. Малиновского, Военно-инженерной академии имени В. В. Куйбышева, Военной академии химической защиты, Военно-воздушной академии, Военно-воздушной инженерной академии имени профессора Н. Е. Жуковского, курсанты Ленинградского высшего военно-морского училища имени М. В. Фрунзе, десантники (в малиновых беретах), курсанты Московского высшего пограничного командного училища, морские пехотинцы (впервые), воины дивизии имени Ф. Э. Дзержинского, учащиеся Московского и Калининского суворовских военных училищ. С этого года по решению Маршала Советского Союза А. А. Гречко курсанты Московского высшего общевойскового командного училища имени Верховного Совета РСФСР замыкали пешую парадную колонну. Прошла техника  гвардейской Таманской мотострелковой дивизии имени М. И. Калинина, гвардейская Кантемировская танковая дивизия, колонны артиллеристов, колонны оперативно-тактических ракет и баллистических ракет подводных лодок. Впервые показаны БМП-1. Прошли межконтинентальные трёхступенчатые ракеты. Были показаны ЗРК «Куб» и «Беркут», межконтинентальные баллистические ракеты РТ-20 и стратегические ракеты Р-36, Шествие завершил сводный оркестр частей и подразделений Московского военного округа[21][неавторитетный источник]. Впервые прошла демонстрация трудящихся.

### 1968 год
- Состоялся последний военный парад 1 мая. Торжественным маршем проходили войска Московского гарнизона. Среди участников парада: Военно-воздушная инженерная академия имени Н. Е. Жуковского, Военная инженерная академия имени Ф. Э. Дзержинского. Среди военной техники были показаны ракеты 5В11 ЗРК «Даль». После 1968 года в этот день проводились только демонстрации трудящихся.
- Состоялся парад 7 ноября. Среди участников парада: слушатели военно-учебных заведений, таманцы, кантемировцы, ракетчики, а также в параде впервые приняли участие студенты строительных отрядов Бауманского училища и МЭИ, победившие в соревновании студенческих стройотрядов летом 1968 года.

### 1969 год
- Состоялся парад 7 ноября. Среди участников парада — курсанты училища имени Верховного Совета РСФСР, Военно-инженерная академия имени В. В. Куйбышева, воины-десантники[22][неавторитетный источник].

### 1970 год
- 9 мая 1970 года в день 25-летия Победы все московские светофоры одновременно вспыхнули красным светом, который горел одну минуту в честь памяти павших.
- Состоялся парад 7 ноября. Среди участников парада — слушатели Военной академии имени М. В. Фрунзе, Военно-инженерной академии имени В. В. Куйбышева, подразделения гвардейской Таманской мотострелковой дивизии.

### 1971 год
Состоялся парад 7 ноября. Среди участников парада — курсанты Каспийского высшего военно-морского училища имени С. М. Кирова, Московского высшего пограничного командного училища, воспитанники Московского и Калининского суворовских военных училищ.

### 1972 год
7 ноября на Красной площади состоялся юбилейный 100-й военный парад. Участвовали 32 сводных батальона, среди участников парада — гвардейская Таманская мотострелковая дивизия, курсанты Московского высшего пограничного командного училища, слушатели Военной академии бронетанковых войск имени Маршала Советского Союза Р. Я. Малиновского, суворовцы, нахимовцы.

### 1973 год
Состоялся парад 7 ноября. Командовал парадом генерал-полковник В. Л. Говоров, принимал парад министр обороны СССР, Маршал Советского Союза А. А. Гречко.
Парад войск открыли юные барабанщики. Затем прошли слушатели Военной академии имени М. В. Фрунзе, Военно-политической академии имени В. И. Ленина, Военной инженерной академии имени Ф. Э. Дзержинского, Военной академии бронетанковых войск имени Маршала Советского Союза Р. Я. Малиновского, Военно-инженерной академии имени В. В. Куйбышева, Военной академии химической защиты имени Маршала Советского Союза С. К. Тимошенко, Военно-воздушной академии имени Ю. А. Гагарина, Военно-воздушной инженерной академии имени Н. Е. Жуковского, курсанты Киевского высшего военно-морского училища, гвардейский парашютно-десантный полк, парадная колонна Московского пограничного командного училища, полк морской пехоты, воины дивизии имени Ф. Э. Дзержинского, воспитанники Московского и Калининского суворовских военных училищ, нахимовцы из Ленинграда, курсанты Московского высшего общевойскового командного училища имени Верховного Совета РСФСР, на бронетранспортёрах проследовали подразделения гвардейской Таманской мотострелковой дивизии имени М. И. Калинина, боевые машины гвардейской Кантемировской танковой дивизии, 137-й парашютно-десантный полк на БМД-1, зенитные ракетные части войск ПВО, подразделения гвардейского Путиловско-Кировского зенитного ракетного полка, тактические и оперативно-тактические ракеты, баллистические ракеты ВМФ. Завершили парад — межконтинентальные стратегические ракеты. Затем прошла демонстрация трудящихся. С 1973 по 1977 год призывы ЦК КПСС читал Юрий Левитан.

### 1974 год
7 ноября 1974 года — парад в честь 57-й годовщины Октября. Во время парада шёл дождь. Командовал парадом генерал-полковник В. Л. Говоров, а принимал парад министр обороны СССР, Маршал Советского Союза А. А. Гречко. Вначале по Красной площади прошли войска, а потом военная техника. Среди участников парада — подразделения гвардейской Таманской мотострелковой дивизии имени М. И. Калинина, десантники, боевые машины гвардейской Кантемировской танковой дивизии. Последний раз показали межконтинентальные ракеты. Из-за погодных условий — сильного снега с дождём, праздничная демонстрация трудящихся Москвы была отменена в последний момент, когда праздничные колонны находились уже на подходе к Красной площади. Отмена демонстрации была единственной за всю послевоенную историю. Этот парад также известен по видеохроникам.

### 1975 год
7 ноября состоялся 103-й военный парад на Красной площади. Показа бронетанковой техники не было. Затем состоялся парад физкультурников и праздничная демонстрация.

### 1976 год
104-й военный парад на Красной площади состоялся 7 ноября. Парад принимал Маршал Советского Союза Д. Ф. Устинов. Парад войск открыли юные барабанщики Московской военно-музыкальной школы. Затем прошли слушатели Военной академии имени М. В. Фрунзе, Военно-политической академии имени В. И. Ленина, Военной инженерной академии имени Ф. Э. Дзержинского, Военной академии бронетанковых войск имени Маршала Советского Союза Р. Я. Малиновского, Военно-инженерной академии имени В. В. Куйбышева, Военной академии химической защиты имени Маршала Советского Союза С. К. Тимошенко, Военно-воздушной академии имени Ю. А. Гагарина, Военно-воздушной инженерной академии имени Н. Е. Жуковского, курсанты Высшего военно-морского училища имени М. В. Фрунзе, гвардейцы-десантники, курсанты Московского пограничного командного училища, морские пехотинцы, воины дивизии имени Ф. Э. Дзержинского, воспитанники Московского и Калининского суворовских военных училищ, Ленинградского нахимовского военно-морского училища, курсанты Московского высшего общевойскового командного училища имени Верховного Совета РСФСР, на бронетранспортёрах проследовали подразделения гвардейской Таманской мотострелковой дивизии имени М. И. Калинина. Военный парад закончился маршем сводного оркестра. Показа бронетанковой техники не было. Затем прошли парад физкультурников и демонстрация трудящихся.

### 1977 год

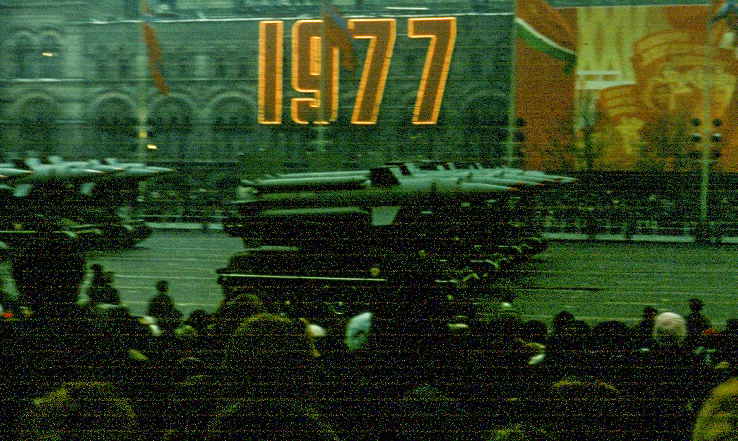
Парад 1977 года

Состоялся парад 7 ноября. Его открыли воспитанники Московской военной музыкальной школы. Среди участников парада — слушатели Военной академии имени М. В. Фрунзе, Военно-политической академии имени В. И. Ленина, Военной инженерной академии имени Ф. Э. Дзержинского, Военной академии бронетанковых войск имени Маршала Советского Союза Р. Я. Малиновского, Военно-инженерной академии имени В. В. Куйбышева, Военной академии химической защиты имени Маршала Советского Союза С. К. Тимошенко, Военно-воздушной академии имени Ю. А. Гагарина, Военно-воздушной инженерной академии имени Н. Е. Жуковского, курсанты Московского высшего общевойскового командного училища имени Верховного Совета РСФСР, Ленинградского высшего военно-морского училища подводного плавания имени Ленинского комсомола, Московского пограничного командного училища имени Моссовета, парашютисты-десантники, полк морской пехоты, воины дивизии имени Ф. Э. Дзержинского, воспитанники Московского суворовского училища, нахимовцы из Ленинграда, на бронетранспортёрах проследовали подразделения гвардейской Таманской мотострелковой дивизии имени М. И. Калинина, боевые машины десанта, колонна гвардейской Кантемировской танковой дивизии, артиллеристы, ракеты войск ПВО, колонна оперативно-тактических ракет Сухопутных войск. Были показаны новейшие танки Т-72. Завершил парад — сводный оркестр во главе с главным дирижёром полковником Михайловым. Затем состоялся парад физкультурников. Впервые призывы ЦК КПСС читал сменивший Юрия Левитана Евгений Хорошевцев. Во время парада физкультурников он также читал стихи. Участники парада выстроили из знамён аббревиатуру КПСС. Демонстрацию открыла одна из известных революционных песен — «Смело, товарищи, в ногу».

### 1978 год
106-й военный парад на Красной площади состоялся 7 ноября. Среди участников парада — сводные батальоны слушателей военных академий, гвардейцы-десантники, курсанты Московского пограничного командного училища имени Моссовета, курсанты Ленинградского высшего военно-морского инженерного училища имени В. И. Ленина, морские пехотинцы, суворовцы, нахимовцы, воины дивизии имени Ф. Э. Дзержинского, курсанты Московского высшего общевойскового командного училища имени Верховного Совета РСФСР, механизированные колонны гвардейской Таманской мотострелковой дивизии имени М. И. Калинина, ракетные подразделения, сводный военный оркестр. Участники парада физкультурников, предшествующего праздничной демонстрации сложили, кроме аббревиатуры КПСС, ещё одно слово — «Мир».

### 1979 год
Состоялся парад 7 ноября. Среди участников парада — слушатели Военной академии имени М. В. Фрунзе, Военно-политической академии имени В. И. Ленина, Военной инженерной академии имени Ф. Э. Дзержинского, Военной академии бронетанковых войск имени Маршала Советского Союза Р. Я. Малиновского, Военно-инженерной академии имени В. В. Куйбышева, Военной академии химической защиты имени Маршала Советского Союза С. К. Тимошенко, Военно-воздушной академии имени Ю. А. Гагарина, Военно-воздушной инженерной академии имени профессора Н. Е. Жуковского, курсанты Высшего военно-морского училища радиоэлектроники имени А. С. Попова, полк морской пехоты Черноморского флота, курсанты Московского высшего общевойскового командного училища имени Верховного Совета РСФСР, на боевых машинах и бронетранспортёрах — подразделения гвардейской Таманской мотострелковой дивизии имени М. И. Калинина, десантники, артиллеристы, ракетчики. Во время парада физкультурников участники возложили цветы к Мавзолею В. И. Ленина.

### 1980 год
Состоялся парад 7 ноября, его открыли юные барабанщики и фанфористы, прошли колонны военных академий, воспитанники Черноморского высшего военно-морского училища имени П. С. Нахимова, колонны парашютистов-десантников, курсантов Московского высшего пограничного командного училища имени Моссовета, морских пехотинцев, воинов дивизии имени Ф. Э. Дзержинского, воспитанники Московского и Калининского суворовских училищ, Ленинградского нахимовского училища, курсанты Московского высшего общевойскового командного училища имени Верховного Совета РСФСР, подразделения гвардейской Таманской мотострелковой дивизии имени М. И. Калинина, представители воздушно-десантных войск, танкисты, артиллеристы, ракетчики. Во время парада физкультурников по Красной площади прошли спортсмены-победители XXII летних Олимпийских игр.

### 1981 год
109-й военный парад состоялся 7 ноября. Парад принимал Маршал Советского Союза Д. Ф. Устинов, командовал парадом генерал-полковник П. Г. Лушев. Прошли слушатели Военной академии имени М. В. Фрунзе, Военно-политической академии имени В. И. Ленина, Военной инженерной академии имени Ф. Э. Дзержинского, Военной академии бронетанковых войск имени Маршала Советского Союза Р. Я. Малиновского, Военно-воздушной академии имени Ю. А. Гагарина, Военно-воздушной инженерной академии имени Н. Е. Жуковского, Военно-инженерной академии имени В. В. Куйбышева, Военной академии химической защиты имени Маршала Советского Союза С. К. Тимошенко, курсанты Ленинградского высшего военно-морского инженерного училища имени Ф. Э. Дзержинского, парашютисты-десантники, курсанты Московского высшего пограничного командного училища имени Моссовета, воины дивизии имени Ф. Э. Дзержинского, боевая техника, сводный военный оркестр. Начиная с 1982 года парад физкультурников был отменен, перед началом демонстрации впервые прошли знаменосцы.
Автомобили ЗИЛ-115 Д. Ф. Устинова и П. Г. Лушева были почти полностью собраны вручную. Машинами управляли офицеры в звании не ниже подполковника.

### 1982 год
- 110-й военный парад состоялся 7 ноября. В параде принимал участие парадный расчёт ВВМУ им. М. В. Фрунзе. Затем прошла необычная демонстрация трудящихся в честь 60-летия образования СССР и 80-летия II съезда РСДРП.
- По окончании похорон Леонида Брежнева 15 ноября в память о нём на площади состоялся траурный парад[25].

### 1983 год

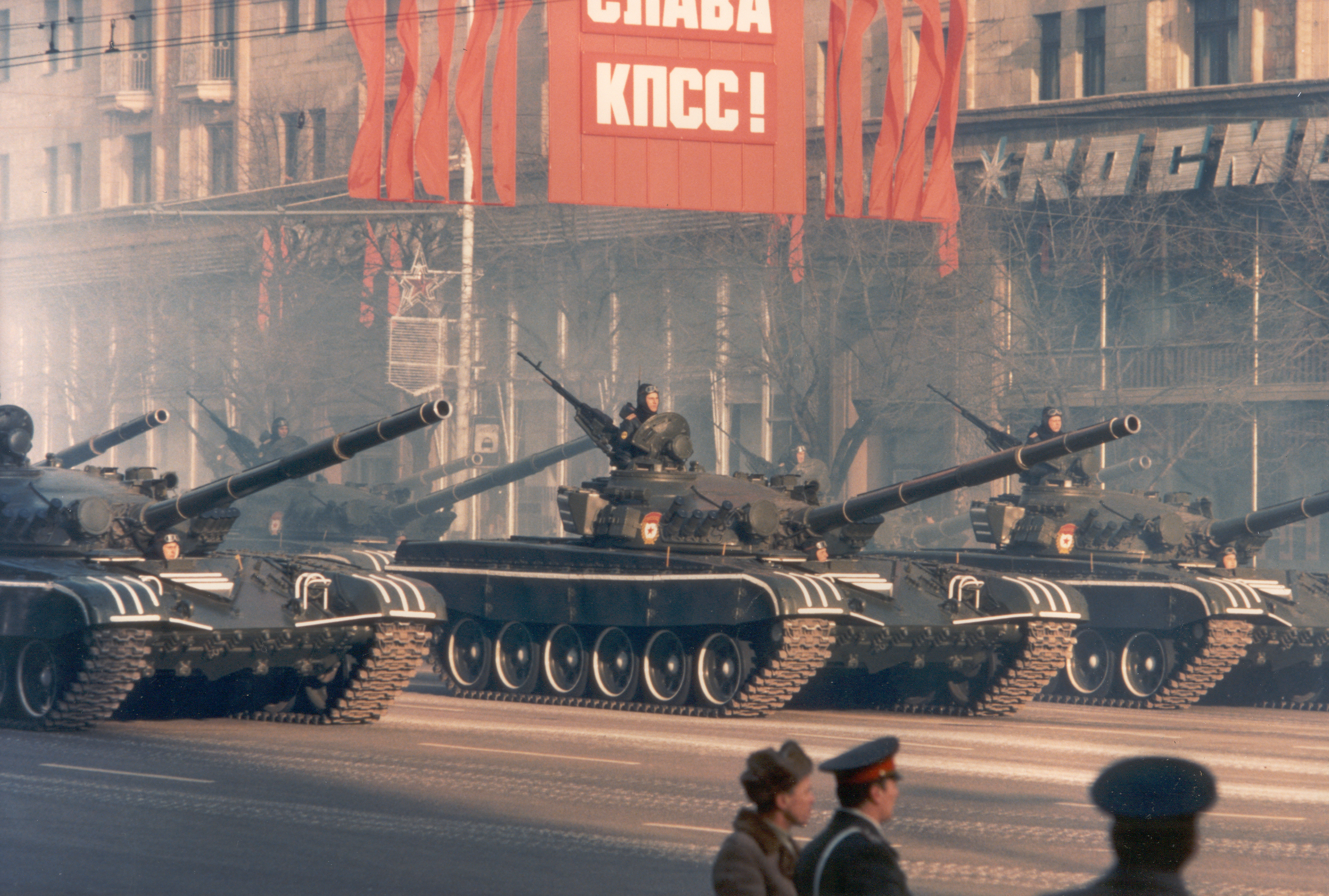

- Состоялся парад 7 ноября. Среди участников парада — курсанты Каспийского Высшего Военно-Морского Краснознаменного Училища имени С. М. Кирова. Затем после прохождения знаменосцев состоялась праздничная демонстрация. Во время шествия трудящихся Евгений Хорошевцев впервые читал призывы ЦК КПСС в паре с диктором Светланой Моргуновой.
- Траурные парады состоялись после похорон А. Я. Пельше и Ш. Р. Рашидова.

### 1984 год
- 112-й военный парад состоялся 7 ноября. Среди участников парада — курсанты Калининградского военно-морского училища[источник не указан 2972 дня]. В демонстрации принимали участие строители-бамовцы, успешно завершившие строительство Байкало-Амурской магистрали.
- Траурные парады состоялись после похорон Ю. В. Андропова и Д. Ф. Устинова.

### 1985 год
- Состоялся парад 9 мая. Парад принимал министр обороны Маршал Советского Союза С. Л. Соколов, командовал парадом генерал армии П. Г. Лушев. Среди участников парада — колонны ветеранов (в том числе поляки и чехи), представители военных академий, военных училищ, десантники, пограничники, морские пехотинцы, воины-дзержинцы, суворовцы, нахимовцы, прошли боевые машины-ветераны: танки Т-34, «Катюши» (на шасси ЗИЛ-157), самоходки. Затем наступила очередь современной техники — боевые машины гвардейской Таманской мотострелковой дивизии имени М. И. Калинина, воздушно-десантных войск, танки Кантемировской дивизии имени Ю. В. Андропова, машины артиллерии и войск ПВО, на тягачах — тактические, оперативно-тактические баллистические ракеты. Были показаны танки Т-72 и Т-64.
- Состоялись парад и демонстрация 7 ноября. Парад принимал министр обороны Маршал Советского Союза С. Л. Соколов, командовал парадом — командующий войсками Московского военного округа генерал-полковник В. М. Архипов. По традиции парад открыли слушатели военных академий. Во время демонстрации впервые прозвучала песня Александры Пахмутовой на стихи Николая Добронравова «Пока не поздно» в исполнении Иосифа Кобзона.
- Траурный парад, прошедший 12 марта после похорон К. У. Черненко, стал последним.

### 1986 год
115-м военным парадом 7 ноября 1986 года командовал командующий войсками Московского военного округа В. М. Архипов, а принимал — первый заместитель министра обороны СССР П. Г. Лушев.

### 1987 год
Состоялся 7 ноября. Командовал парадом командующий войсками Московского военного округа генерал-полковник В. М. Архипов, принимал — министр обороны СССР генерал армии Д. Т. Язов. Так же как и парад 1967 года, состоял из исторической и современной части и был значительно масштабнее, чем обычно. Историческую часть представили: парадный расчёт знаменосцев со 150 боевыми знамёнами периода Гражданской войны, красногвардейцы, революционные солдаты и матросы, кавалерийская группа, тачанки. Знамя Победы нёс Герой Советского Союза генерал-майор В. Ф. Здунов, ассистенты — 11 Героев Советского Союза. Пронесены 150 боевых знамён частей и соединений наиболее отличившихся в Великой Отечественной войне, прошёл сводный полк в форме солдат-освободителей. Современную часть традиционно представили расчёты военно-учебных заведений, боевых частей. Затем прошла реконструкция демонстрации 1917 года, после которой началась традиционная праздничная демонстрация трудящихся. В. М. Архипову пришлось самому читать призывы ЦК КПСС, так как накануне торжеств у Евгения Хорошевцева из-за простуды сорвался голос. Возобновились парады физкультурников, только они уже проводились не в начале демонстрации, а по её окончании.

### 1988 год
Состоялись парад и демонстрация 7 ноября. Призывы ЦК КПСС снова читал Евгений Хорошевцев, но первый призыв после звука фанфар затянулся на полчаса. В финале торжеств выступили спортсмены-победители Олимпийских игр в Сеуле и участники Московского Международного фестиваля фольклора.

### 1989 год
Состоялись парад и демонстрация 7 ноября.

### 1990 год
- 9 мая состоялся военный парад. Прошли ветераны, проехали танки-ветераны Т-34. Были показаны новые БМП и БМД, РСЗО «Ураган» и ЗРК С-300.
- 7 ноября 1990 года прошёл последний советский военный парад с участием боевой техники. Состоялся после парада суверенитетов. Затем прошла праздничная манифестацияВоенный парад принимал министр обороны СССР Маршал Советского Союза Д. Т. Язов. Командовал парадом командующий войсками Московского гарнизона генерал-полковник Н. В. Калинин. С трибуны с речью выступил Генеральный секретарь ЦК КПСС и президент СССР М. С. Горбачёв. Также на трибуне Мавзолея присутствовали Н. И. Рыжков, А. И. Лукьянов, Б. Н. Ельцин, Г. Х. Попов и другие. Перед началом манифестации они спустились ненадолго с трибуны, чтобы возглавить впереди идущие колонны.На параде прошли сводные полки войск Московского гарнизона, курсанты военных училищ. Боевая техника располагалась вдоль улицы Горького (техника мотострелковых, танковых и артиллерийских войск), на Манежной площади (техника войск ПВО и ракетных войск) и на улице Охотный ряд (боевые машины десанта). Из техники на параде были представлены:
  1. БТР-80 (21 шт.), и БМП-2 (21 шт.) Таманской дивизии;
  2. БМП-3 (25 шт.);
  3. Танки Т-72Б (25 шт.), Т-80УД (25 шт.) Кантемировской дивизии;
  4. Артиллерийские системы:
    - САУ: 2С1 «Гвоздика» (12 шт.), 2С3 «Акация» (12 шт.), 2С9 «Нона-С» (12 шт.);
    - РСЗО: БМ-21 «Град» (12 шт.), БМ-27 «Ураган» (12 шт.);

  5. Системы войск ПВО: зенитно-ракетные комплексы 9К33М3 «Оса-АКМ» (12 шт.) и С-300 (9 шт., впервые);
  6. ОТРК 9К79 «Точка» (6 шт.);
  7. ПГРК «Тополь» (6 шт., впервые).

Перед началом демонстрации в исполнении сводного военного оркестра прозучал «Марш будённовцев».

### 1991 год
Осенью 1991 года советская история подошла к концу: КПСС была отстранена от власти и распущена, единой страны уже фактически не существовало. Поэтому 7 ноября в 1991 году на государственном уровне не праздновалось и парад не проводился. Однако на Красной площади состоялась многотысячная демонстрация сторонников и членов бывшей КПСС.

## Российская Федерация

### 1995 год
Парад 9 мая 1995 года стал первым масштабным военным парадом в честь Дня Победы в новейшей истории России. Он состоял из двух частей — парада ветеранов на Красной площади (в 9:00) и парада войск и военной техники Московского гарнизона на Поклонной горе (в 12:00). На параде присутствовали главы 52 зарубежных государств. В обоих частях парада приняли участие около 15 тысяч человек. Над Поклонной горой пролетели самолёты и вертолёты.
Парад на Красной площади принимал Маршал Советского Союза В. Г. Куликов. Парад на Поклонной горе принимал министр обороны России генерал армии П. С. Грачёв.

### 1996 год
Парад 9 мая 1996 года начался в 9 часов утра. Командовал парадом командующий войсками Московского военного округа генерал-полковник Л. В. Кузнецов. Принимал парад министр обороны России генерал армии П. С. Грачёв. Парад длился около 20 минут. Тяжёлая военная техника на параде представлена не была.

### 1997 год
- 9 мая парад принимал командующий МВО генерал-полковник Леонтий Кузнецов, командовал парадом генерал-лейтенант Игорь Пузанов. Показа бронетанковой техники не было.
- 7 ноября 1997 года на Красной площади состоялся первый торжественный марш ветеранов — 250 участников парада 7 ноября 1941 года.

### 1998 год
Парад прошёл 9 мая.

### 1999 год
Парад 9 мая принимал Маршал Российской Федерации Сергеев И. Д.

### 2000 год
Парад состоялся в юбилейную, 55-ю годовщину Победы. Парад принимал Министр обороны Российской Федерации Маршал Российской Федерации Игорь Дмитриевич Сергеев. Командовал парадом командующий войсками Московского Военного округа генерал-полковник Игорь Евгеньевич Пузанов.
В параде принимало участие 11 тысяч человек. Среди них 5 тысяч ветеранов Великой Отечественной войны из стран СНГ и Прибалтики и 6 тысяч военнослужащих современной Российской армии.
Парад Победы 2000 года стал последним парадом, на котором ветераны прошли по Красной площади в пешем строю.

### 2001 год
В этом году впервые парад принял гражданский министр обороны России Сергей Иванов. Впервые с 1990 года на параде была исполнена мелодия А. В. Александрова к государственному гимну СССР. («Патриотическая песня» Глинки в качестве гимна России была отменена 25 декабря 2000 года).

### 2002 год
Парад прошёл 9 мая. В этом году впервые офицеры и курсанты Академии гражданской защиты МЧС России впервые приняли участие в военном параде на Красной площади, с тех пор Академия является регулярным участником парадов Победы на Красной площади.

### 2003 год
Парад прошёл 9 мая.

### 2004 год
Парад прошёл 9 мая.

### 2005 год
- В параде 9 мая на празднование 60-й годовщины Победы участвовали более 7 тыс. человек, кавалеристы, кинологи с собаками.2600 ветеранов проехали по Красной площади на стилизованных «полуторках» (грузовиках ГАЗ-АА). На юбилейном параде в этом году авиационные группы «Стрижи» и «Русские Витязи» совершили пролёт над Красной площадью (всего 69 воздушных судов).
- 24 июня в честь 60-летия Парада Победы прошёл парад, где ветераны прошли строем по Красной площади.
- 7 ноября в параде участвовали военнослужащие, дети, присутствовали более 400 ветеранов.

### 2006 год
Парад прошёл 9 мая.

### 2007 год
С этого года голос диктора стал слышен над Красной площадью. С 2007 года участникам парада выдаётся памятный нагрудный знак.

### 2008 год
Впервые с 1990 года и в истории современной России на Красной площади была использована тяжёлая военная техника. В параде также принимали участие истребители и стратегические бомбардировщики
Все войска прошли с новыми боевыми знамёнами, а участники парада были одеты в форму нового образца. Вся гусеничная техника была «одета» в «асфальтоходные гусеницы».
В параде участвовали танки Т-90, боевые машины пехоты и десанта БМП-3 и БМД-4, самоходные артиллерийские орудия «Спрут», реактивные системы залпового огня «Смерч», зенитные ракетные системы С-300ПС «Фаворит», зенитные ракетные комплексы ПВО «Тор», «Бук», ракетные комплексы «Искандер-М» и «Тополь». В параде приняло участие 32 самолёта и вертолёта, в том числе сверхзвуковой стратегический ракетоносец Ту-160 и стратегический бомбардировщик Ту-95МС.

### 2009 год
По сравнению с 2008 годом увеличен состав сводного военного оркестра — с 550 до тысячи человек, более чем в два раза увеличено количество задействованной авиации — до 69 с 32 единиц. Кроме того, изменено количество и состав парадных «коробок». В 2008 году в параде участвовали 19 сводных парадных батальонов по три «коробки» в каждом. При этом каждая «коробка» состояла из 12 человек по фронту и десяти в глубину. Получалось, что в каждом батальоне вместе со знамённой группой шли по 367 военнослужащих. В 2009 году в пешем парадном расчете участвовало 18 батальонов, состоящих из двух «коробок». Каждая «коробка» состояла из 20 человек по фронту и десяти в глубину. Таким образом в каждом батальоне маршировало по 420 человек, включая знамённые группы. Эти изменения в построении парадных коробок вызваны стремлением приблизиться к традиционному построению советских лет..

### 2010 год

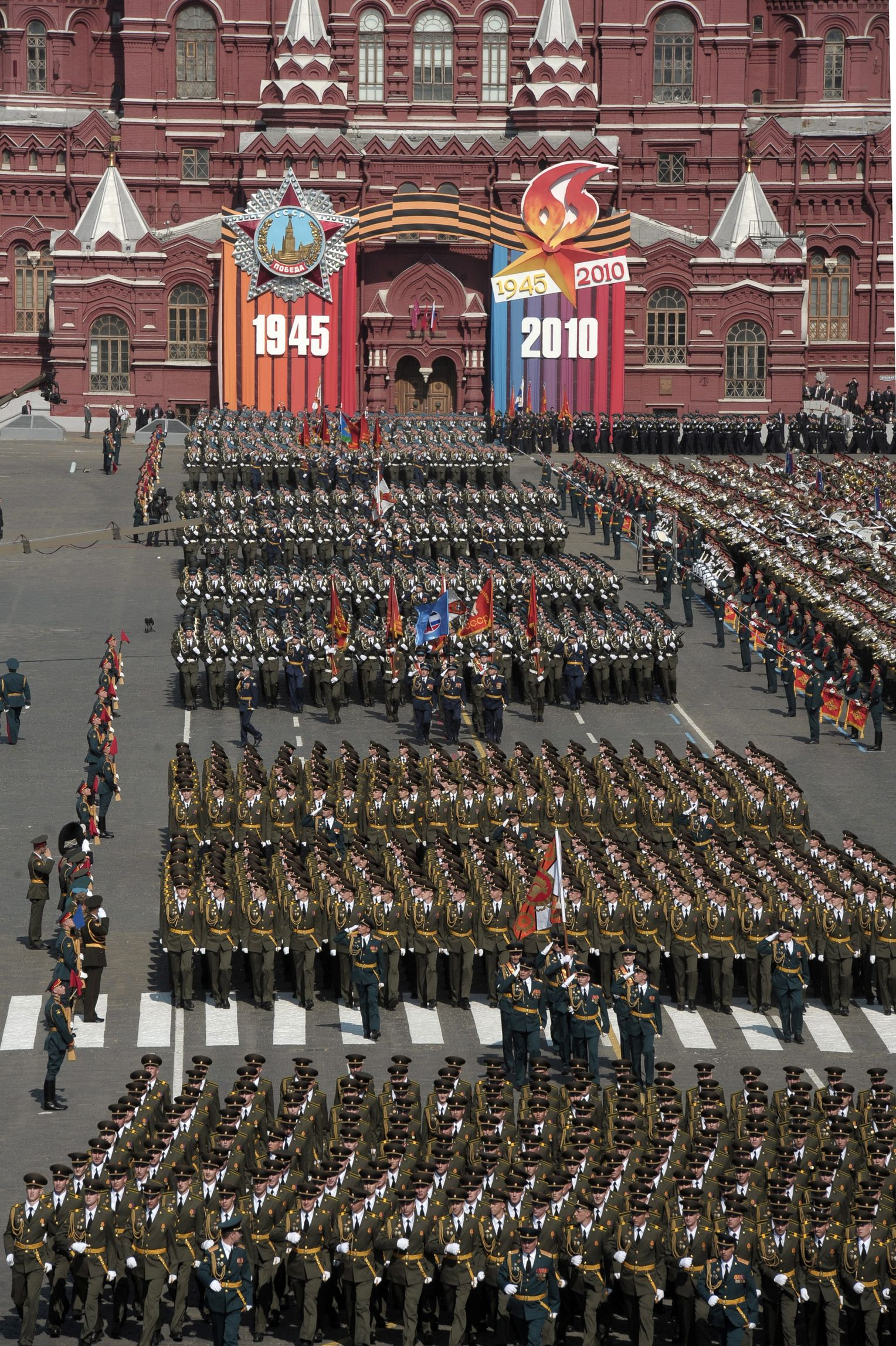
Военный парад (пешая часть)

В параде 9 мая 2010 года участвовали, вместе с российскими, воинские подразделения стран антигитлеровской коалиции (Уэльский полк британской армии, 18-й пехотный полк США, лётчики французской эскадрильи «Нормандия-Неман»; каждая страна-союзница представила по 70 своих военных), а также Казахстана, Украины и Польши (почётный караул Войска Польского). Всего участвовало — 11335 военнослужащих и 228 единиц военной техники, в том числе 127 самолётов и вертолётов.
Командовал парадом командующий Московским военным округом генерал-полковник Валерий Герасимов, принял его — министр обороны Анатолий Сердюков.
Парад состоял из четырёх частей: исторической, современной пешей, технической и воздушной.
В исторической части парада участвовали девять танков Т-34-85 образца 1944 года и восемь самоходных орудий СУ-100.
В современной части парада участвовала военная техника, которая с момента поступления на вооружение не участвовала никогда в парадах. Это боевые вертолёты Ми-28 и Ка-52, тяжёлые огнемётные системы «Буратино», межконтинентальные баллистические ракеты «Тополь-М», зенитные ракетно-пушечные комплексы «Панцирь» на шасси «КамАЗ» и учебно-боевые самолёты Як-130.
В парадные расчёты каждая страна-союзница по антигитлеровской коалиции предоставила 70 своих военных.

### 2011 год

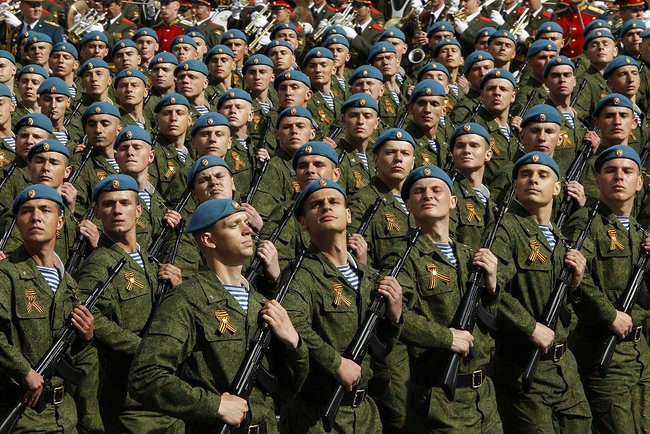
Прохождение одного из парадных расчётов (2011 год)

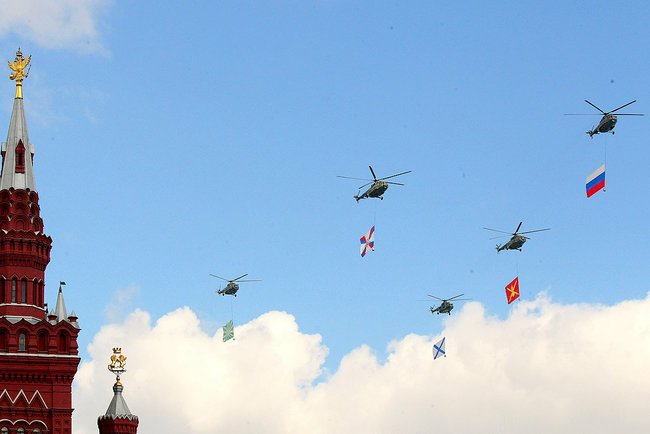
Вертолёты Ми-8 (2011 год)

Парад 9 мая 2011 года начался в 10:00 и длился около часа. Участвовало рекордное для новейшего времени число военных — 20 тысяч человек. Участники парада были в полевой форме.
Торжество началось с выноса Государственного флага Российской Федерации и Знамени Победы. После этого состоялась встреча с командующим парадом генералом-полковником В. В. Герасимовым и принимающим парадом министром обороны А. Э. Сердюковым.

В 10:14 министр обороны Российской Федерации А. Э. Сердюков доложил Верховному главнокомандующему Д. А. Медведеву о готовности войск к параду. По окончании доклада президент Российской Федерации произнес речь.
Вместе с Верховным Главнокомандующим Вооружёнными Силами Российской Федерации президентом Российской Федерации Д. А. Медведевым на временной трибуне, сооружённой перед Мавзолеем, находились: председатель Правительства Российской Федерации В. В. Путин, министр обороны А. Э. Сердюков, мэр Москвы С. С. Собянин, Б. В. Грызлов, С. М. Миронов, генералы российской армии и другие официальные лица. Также среди зрителей парада был старейший из маршалов СССР С. Л. Соколов.
В параде приняла участие военная техника: бронированные автомобили «Тигр», бронетранспортёры БТР-80, танки Т-90, самоходные артиллерийские установки «Мста-С», зенитно-ракетные комплексы «Бук-М2», реактивные системы залпового огня «Смерч», пусковые установки зенитно-ракетной системы «С-400», зенитные ракетно-пушечные комплексы «Панцирь-С1», пусковые установки ракетного комплекса «Искандер-М» и ракетные комплексы «Тополь-М». Вслед за боевой техникой пролетели пять вертолётов Ми-8 с флагами России, Вооружённых сил России, Сухопутных войск, ВВС и ВМФ России.
Закрыл парад проход по площади сводный военный оркестр Московского гарнизона, хотя в состав оркестра входили военнослужащие различных соединений Западного военного округа, частично Центрального военного округа, а также военнослужащие Балтийского и Северного флотов.
Дирижёр сводного оркестра начальник военно-оркестровой службы ВС РФ — Главный военный дирижёр, генерал-лейтенант Валерий Халилов.
1. Встреча Знамени Победы:
  1. А. Александров «Священная война»
2. Объезд войск:
  1. Марш Лейб-гвардии Преображенского полка
  2. Д. Кадеев «Встречный марш для выноса боевого знамени»
  3. С. Чернецкий «Встречный марш военных училищ»
  4. Н. Иванов-Радкевич «Гвардейский встречный марш ВМФ»
  5. Д. Перцев «Встречный марш»
  6. С. Чернецкий «Встречный марш победителей-танкистов»
  7. Е. Аксенов «Встречный марш»
  8. М. Глинка «Славься» (из оперы «Жизнь за царя»)
  9. А. Головин «Московская парадная фанфара» («Слушайте все»)
3. Окончание речи Президента Российской Федерации:
  1. Государственный Гимн Российской Федерации
  2. Сигнал «Отбой!»
4. Прохождение торжественным маршем пеших колонн:
  1. Марш «Триумф победителей»
  2. Ю. Хайт «Все выше»
  3. В. Плешак «Экипаж одна семья»
  4. Т. Хренников «Марш артиллеристов»
  5. О. Фельцман «Марш космонавтов»
  6. Б. Окуджава «Нам нужна одна победа»
  7. Г. Мовсесян «Мы — армия народа»
  8. Э. Ханок «Служить России»
  9. Б. Диев марш «На страже мира»
  10. В. Халилов «Кант»
  11. Д. Перцев «Строевой марш»
  12. Д. Тухманов «День Победы»
5. Прохождение механизированной колонны:
  1. Марш «Герой»
  2. М. Блантер «Катюша»
  3. С. Чернецкий «Марш танкистов»
6. Окончание парада:
  1. А. Пахмутова «Поклонимся Великим тем годам»
  2. В. Агапкин марш «Прощание славянки»

### 2012 год

Знамённая группа 2012 года

Парад начался ровно в 10 часов по Московскому времени с выноса Знамени Победы и Государственного флага Российской Федерации. В 10.06 состоялась встреча и. о. министра обороны А. Э. Сердюкова с командующим парадом генерал-полковником В. В. Герасимовым. После этого министр обороны и генерал Герасимов объехали войска.
В 10.14 Анатолий Сердюков поднялся на центральную трибуну, где доложил президенту России, Верховному главнокомандующему Вооружёнными силами России В. В. Путину о готовности войск к параду. После этого Владимир Путин произнёс речь.
На центральной трибуне рядом с президентом находились: председатель Правительства Российской Федерации Д. А. Медведев, председатель Государственной думы С. Е. Нарышкин, председатель Совета Федерации В. И. Матвиенко, участники Великой Отечественной войны, члены Правительства России, генералы российской армии.
В параде приняли участие около 14 тысяч солдат и офицеров.

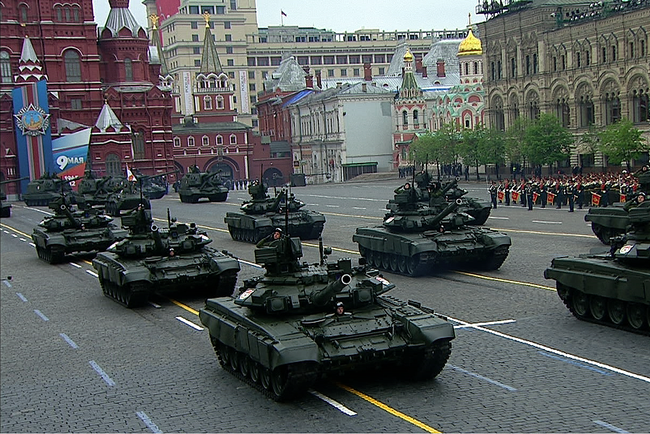
Колонна танков Т-90 на параде (2012 год)

 Военнослужащие прошли в повседневной форме для строя (офицеры и генералы — в парадной форме), а не в полевой, как в 2011 году.
Всего в параде 9 мая приняли участие 99 единиц наземной военной техники.
Из боевой техники на параде как и в прошлые годы были представлены бронеавтомобиль ГАЗ-2330 «Тигр», бронетранспортёр БТР-80, танк Т-90, самоходная артиллерийская установка «Мста-С», зенитно-ракетные комплексы «Бук» и С-400, ракетно-пушечный комплекс «Панцирь-С1», оперативно-тактический комплекс «Искандер» и установки подвижного грунтового ракетного комплекса «Тополь-М». Впервые демонстрировался бронеавтомобиль «Рысь», который сопровождал комплексы «Тополь-М».
По окончании парада в 10.57 над Красной площадью пролетели 5 вертолётов Ми-8, которые пронесли Государственный флаг России, Флаг Вооружённых сил и флаги видов вооружённых сил.
Завершил парад в 10.59 прохождение оркестрового полка из 1100 музыкантов и барабанщиков Московского военно-музыкального училища.
Дирижёр сводного оркестра начальник военно-оркестровой службы ВС РФ — Главный военный дирижёр, генерал-лейтенант Валерий Халилов.

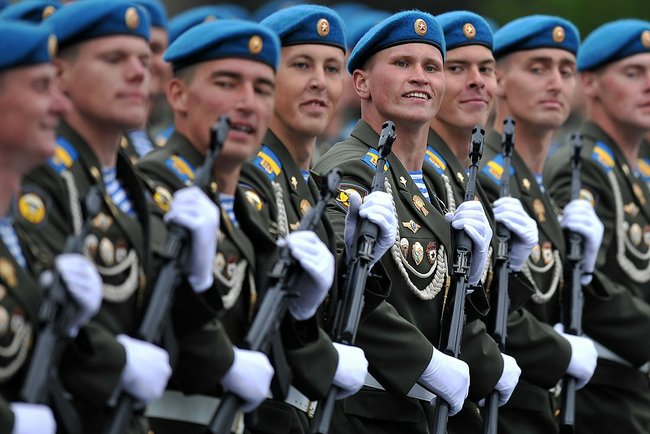
Шеренга воздушно-десантных войск на параде (2012 год)

- Московское военно-музыкальное училище
- Знамённая группа с Государственным флагом России, Знаменем Победы и Знаменем Вооружённых сил России
- Почётный караул в форме Сухопутных войск, Военно-воздушных сил и Военно-морского флота
- Сводный полк Сухопутных войск
  - Общевойсковая академия Вооруженных сил РФ (ВУНЦ «ОА ВС РФ»)
  - Военный университет МО РФ
  - Военно-технический университет Спецстроя России
- Сводный полк Военно-воздушных сил
  - Военный авиационный инженерный университет (г. Воронеж) (ВУНЦ ВВС РФ)
- Сводный полк Военно-морского флота
  - Военно-морская академия им. Н. Г. Кузнецова (ВУНЦ ВМФ РФ)
  - 336-я отдельная гвардейская Белостокская бригада морской пехоты Балтийского флота (Балтийск), в составе расчётов боевой техники — подразделения 61-го полка морской пехоты Северного флота
- Сводный полк войск Воздушно-космической обороны
  - Военно-космическая академия имени А. Ф. Можайского
  - Ярославское высшее зенитное ракетное училище противовоздушной обороны
- Сводный полк РВСН
  - Военная академия Ракетных войск стратегического назначения имени Петра Великого (филиал в г. Серпухове)
- Сводный полк Воздушно-десантных войск (из состава 98-й гвардейской воздушно-десантной дивизии)
  - 217-й гвардейский парашютно-десантный полк (Иваново)
  - 331-й гвардейский парашютно-десантный полк (Кострома)
- Батальон железнодорожных войск
  - 29-я отдельная железнодорожная бригада
  - 34-я отдельная железнодорожная бригада
- Батальон РХБЗ
  - 1-я мобильная бригада РХБ защиты войск
  - 9-й ордена Красной Звезды полк засечки и разведки
- Батальон инженерных войск
  - 45-я отдельная инженерная бригада
- Батальон МЧС России
  - Академия гражданской защиты МЧС России
- Батальон внутренних войск МВД России
  - Отдельная дивизия оперативного назначения ВВ МВД России (ОДОН им. Ф. Э. Дзержинского)
- Батальон ФСБ России
  - Московский пограничный институт ФСБ России
- Парадные расчёты Западного военного округа
  - 5-я отдельная гвардейская мотострелковая Таманская бригада
  - 4-я отдельная гвардейская танковая Кантемировская бригада
  - 9-я отдельная гвардейская мотострелковая бригада
  - 27-я отдельная гвардейская Севастопольская мотострелковая бригада
  - 288-я отдельная артиллерийская бригада
- Отдельные парадные расчёты
  - Московское высшее военное командное училище
  - Сводный военный оркестр

1. Встреча Знамени Победы:
  1. А. Александров «Священная война»
2. Объезд войск:
  1. Марш Лейб-гвардии Преображенского полка
  2. Д. Кадеев «Встречный марш для выноса боевого знамени»
  3. С. Чернецкий «Встречный марш военных училищ»
  4. Н. Иванов-Радкевич «Гвардейский встречный марш ВМФ»
  5. С. Чернецкий «Встречный марш победителей-танкистов»
  6. Д. Перцев «Встречный марш»
  7. Е. Аксенов «Встречный марш»
  8. М. Глинка «Славься» (из оперы «Жизнь за царя»)
  9. А. Головин «Московская парадная фанфара» («Слушайте все»)
3. Окончание речи Президента Российской Федерации:
  1. Государственный Гимн Российской Федерации
  2. Сигнал «Отбой!»
4. Прохождение торжественным маршем пеших колонн:
  1. Марш «Триумф победителей»
  2. Ю. Хайт «Все выше»
  3. В. Плешак «Экипаж одна семья»
  4. О. Фельцман «Марш космонавтов»
  5. Т. Хренников «Марш артиллеристов»
  6. Б. Окуджава «Нам нужна одна победа»
  7. В. Соловьёв-Седой «Баллада о солдате»
  8. Г. Мовсесян «Мы — армия народа»
  9. Э. Ханок «Служить России»
  10. С. Чернецкий марш «Вступление Красной Армии в Будапешт»
  11. В. Халилов «Молодёжный марш»
  12. Марш «Герой»
  13. Б. Диев марш «На страже мира»
  14. В. Соловьев Седой «В путь»
  15. Д. Тухманов «День Победы»
5. Прохождение механизированной колонны:
  1. А. Александров «Песня о советской армии»
  2. Дм. и Дан. Покрасс «Три танкиста»
  3. Дм. и Дан. Покрасс «Марш советских танкистов»
  4. М. Блантер «Катюша»
  5. А. Арутюнов «Победа»
  6. Т. Хренников «Марш артиллеристов»
  7. Б. Александров «Да здравствует наша держава»
6. Окончание парада:
  1. Старинная песня «Бородино»
  2. В. Агапкин марш «Прощание славянки»

### 2013 год
Парад, посвященный 68-й годовщине Победы в Великой Отечественной войне. В параде приняли участие 11 тысяч военнослужащих, свыше 100 единиц военной техники, а также 68 самолётов и вертолётов ВВС России.
Музыка: I. Встреча Знамени Победы: 1. А. Александров. «Священная война»

### 2014 год
Парад 9 мая 2014 года начался в 10:00 по московскому времени с выноса Государственного флага Российской Федерации и Знамени Победы.
В 10:06 состоялась встреча принимающего парад министра обороны России генерала армии С. К. Шойгу с командующим парадом генерал-полковником О. Л. Салюковым. После этого министр обороны и командующий парадом объехали войска.
В 10:14 С. К. Шойгу доложил президенту Российской Федерации, Верховному Главнокомандующему Вооружёнными силами Российской Федерации В. В. Путину о готовности войск к параду. После этого Владимир Путин произнес речь.
На центральной трибуне рядом с президентом находились: председатель Правительства Российской Федерации Д. А. Медведев, председатель Совета Федерации В. И. Матвиенко, председатель Государственной думы С. Е. Нарышкин, участники Великой Отечественной войны, члены Правительства Российской Федерации, генералы российской армии.
Оригинальной особенностью парада было смешение парадной и полевой формы одежды. Часть парадных расчётов, в частности 16-й бригады спецназа ГРУ и 217-й полк 98-й гвардейской воздушно-десантной дивизии в полевой форме «Бармица» и комплекте «Ратник».
По сравнению с парадом 9 мая 2013 года количество боевой техники, участвующей в параде, значительно увеличено. Как и в прошлые годы, были представлены бронеавтомобили ГАЗ-2330 «Тигр», бронетранспортёры БТР-80 и БТР-82А, танки Т-90А, зенитные ракетные комплексы «Бук-М2», С-400 и «Панцирь-С1», оперативно-тактические ракетные комплексы «Искандер-М» и межконтинентальные ракетные комплексы «Тополь-М». Впервые на параде были продемонстрированы зенитные ракетные комплексы «Тор-М2У», бронеавтомобили «Тайфун-К», противотанковые ракетные комплексы «Хризантема-С», а также модернизированные самоходные артиллерийские установки 2С19М2 «Мста-С». Всего в составе механизированной колонны было задействовано 149 единиц современной боевой техники, что являлось наибольшим для военных парадов на Красной площади за всю новейшую историю России с 1991 года. Отличительной особенностью было участие впервые в параде на Красной площади колонны военной техники 810-й отдельной бригады морской пехоты Черноморского флота с флагами Республики Крым, Черноморского флота и города-героя Севастополя.
Над Красной площадью 9 мая 2014 года пролетели 69 самолётов и вертолётов ВВС. Это бомбардировщики Су-24М и Су-34, штурмовики Су-25, истребители Су-27 и МиГ-29, перехватчики МиГ-31БМ, военно-транспортные самолёты Ан-22, Ан-124-100, Ил-76МД, авиазаправщик Ил-78М, самолёт ДРЛО А-50, дальние бомбардировщики Ту-22М3, стратегические бомбардировщики Ту-95МС и Ту-160, учебно-боевые самолёты Як-130 и вертолёты Ми-26, Ми-8МТВ-5, Ми-28, Ка-52. Порядок следования авиагруппы на первой совместной репетиции 16 апреля 2014 года почти соответствовал параду 2013 года, за исключением истребителей МиГ-29СМТ (вместо них — самолёты Як-130). Однако уже в ходе следующих репетиций в состав авиагруппы вносились изменения: было добавлено звено из 4 боевых вертолётов Ми-35М, ранее не демонстрировавшихся на воздушных парадах 9 мая и ещё одно звено из 5 самолётов Су-25. Это связано с принятым решением направить пилотажные группы «Стрижи» и «Русские Витязи» на празднование Дня Победы в Севастополь и необходимостью сохранить озвученную ранее цифру в 69 летательных аппаратов на параде в Москве.
Дирижёр сводного оркестра начальник военно-оркестровой службы Вооружённых Сил Российской Федерации — Главный военный дирижёр генерал-лейтенант Валерий Халилов.
- Рота барабанщиков Московского военно-музыкального училища
- Знамённые группы с Государственным флагом Российской Федерации, Знаменем Победы и Знаменем Вооружённых Сил Российской Федерации
- Рота Почётного караула в форме трёх видов вооружённых сил
- Московское суворовское военное училище
- Тверское суворовское военное училище
- Нахимовское военно-морское училище
- Кронштадтский морской кадетский корпус
- Аксайский кадетский казачий корпус
- ВУНЦ Сухопутных войск «Общевойсковая академия»
- Военный университет Министерства обороны Российской Федерации
- Военная академия материально-технического обеспечения имени А. В. Хрулёва
- ВУНЦ Военно-воздушных сил «Военно-воздушная академия имени профессора Н. Е. Жуковского и Ю. А. Гагарина»
- Балтийский военно-морской институт
- 16-я отдельная бригада специального назначения (Западный военный округ)
- 336-я гвардейская Белостокская бригада морской пехоты Балтийского флота (в расчётах БТР-80 — матросы и офицеры 810-й бригады морской пехоты КЧФ)
- Военно-космическая академия имени А. Ф. Можайского
- Военная академия ракетных войск стратегического назначения имени Петра Великого (филиал в г. Серпухове)
- Рязанское высшее воздушно-десантное командное училище
- 331-й гвардейский парашютно-десантный полк 98-й гвардейской воздушно-десантной дивизии
- 217-й гвардейский парашютно-десантный полк 98-й гвардейской воздушно-десантной дивизии
- 1-я мобильная бригада РХБЗ защиты и 9-й полк засечки и разведки взрывов
- 34-я железнодорожная бригада
- 38-я железнодорожная бригада
- Академия гражданской защиты МЧС России
- Отдельная дивизия оперативного назначения ВВ МВД России
- Московский пограничный институт ФСБ России
- 2-я гвардейская мотострелковая Таманская дивизия
- 4-я гвардейская танковая Кантемировская дивизия
- Военно-технический университет
- Московское высшее военное командное училище
- Сводный военный оркестр

1. Встреча Знамени Победы:
  1. А. Александров. «Священная война»
2. Объезд войск:
  1. В. Халилов. «Торжественно-триумфальной»
  2. Марш Лейб-гвардии Преображенского полка
  3. С. Чернецкий. «Встречный марш военных училищ»
  4. Д. Кадеев. «Встречный марш для выноса боевого знамени»
  5. Н. Иванов-Радкевич. «Гвардейский встречный марш ВМФ»
  6. Е. Аксенов. «Встречный марш»
  7. М. Глинка. «Славься» (из оперы «Жизнь за царя»)
  8. А. Головин. «Московская парадная фанфара» («Слушайте все»)
3. Речь президента Российской Федерации:
  1. Государственный Гимн Российской Федерации
  2. Сигнал «Отбой!»
4. Прохождение торжественным маршем пеших колонн:
  1. Марш «Триумф победителей»
  2. В. Рунов. «В защиту родины»
  3. Г. Мовсесян. «Мы — армия народа»
  4. Ю. Хайт. «Все выше»
  5. В. Мурадели. «Легендарный Севастополь»
  6. В. Плешак. «Экипаж одна семья»
  7. О. Фельцман. «Марш космонавтов»
  8. Т. Хренников. «Марш артиллеристов»
  9. Б. Окуджава. «Нам нужна одна победа»
  10. Э. Ханок. «Служить России»
  11. А. Пахмутова. «Песня о тревожной молодости»
  12. В. Халилов. «Плац»
  13. Б. Диев. Марш «На страже мира»
  14. В. Соловьёв-Седой. «Баллада о солдате»
  15. В. Соловьёв-Седой. «В путь»
  16. Д. Тухманов. «День Победы»
5. Прохождение механизированной колонны:
  1. А. Александров. «Песня о советской армии»
  2. В. Мурадели. «Легендарный Севастополь»
  3. Марш «Герой»
  4. Дм. и Дан. Покрасс. «Три танкиста»
  5. Дм. и Дан. Покрасс. «Марш советских танкистов»
  6. А. Арутюнов. «Победа»
  7. М. Блантер. «Катюша»
  8. Т. Хренников. «Марш артиллеристов»
  9. Б. Александров. «Да здравствует наша держава»
6. Пролёт авиации:
  1. Ю. Хайт. «Все выше»
  2. В. Соловьёв-Седой. «Пилоты»
  3. Ю. Хайт. «Все выше»
7. Окончание парада:
  1. А. Александров. «Песня о советской армии»
  2. В. Агапкин. Марш «Прощание славянки»

### 2015 год
Парад 9 мая 2015 года стал центральным событием празднования 70-летия со дня окончания Великой Отечественной войны. В параде приняли участие свыше 16 тысяч военнослужащих, в том числе более 700 иностранных военных из десяти стран. На параде присутствовал 31 лидер иностранных государств.

### 2016 год

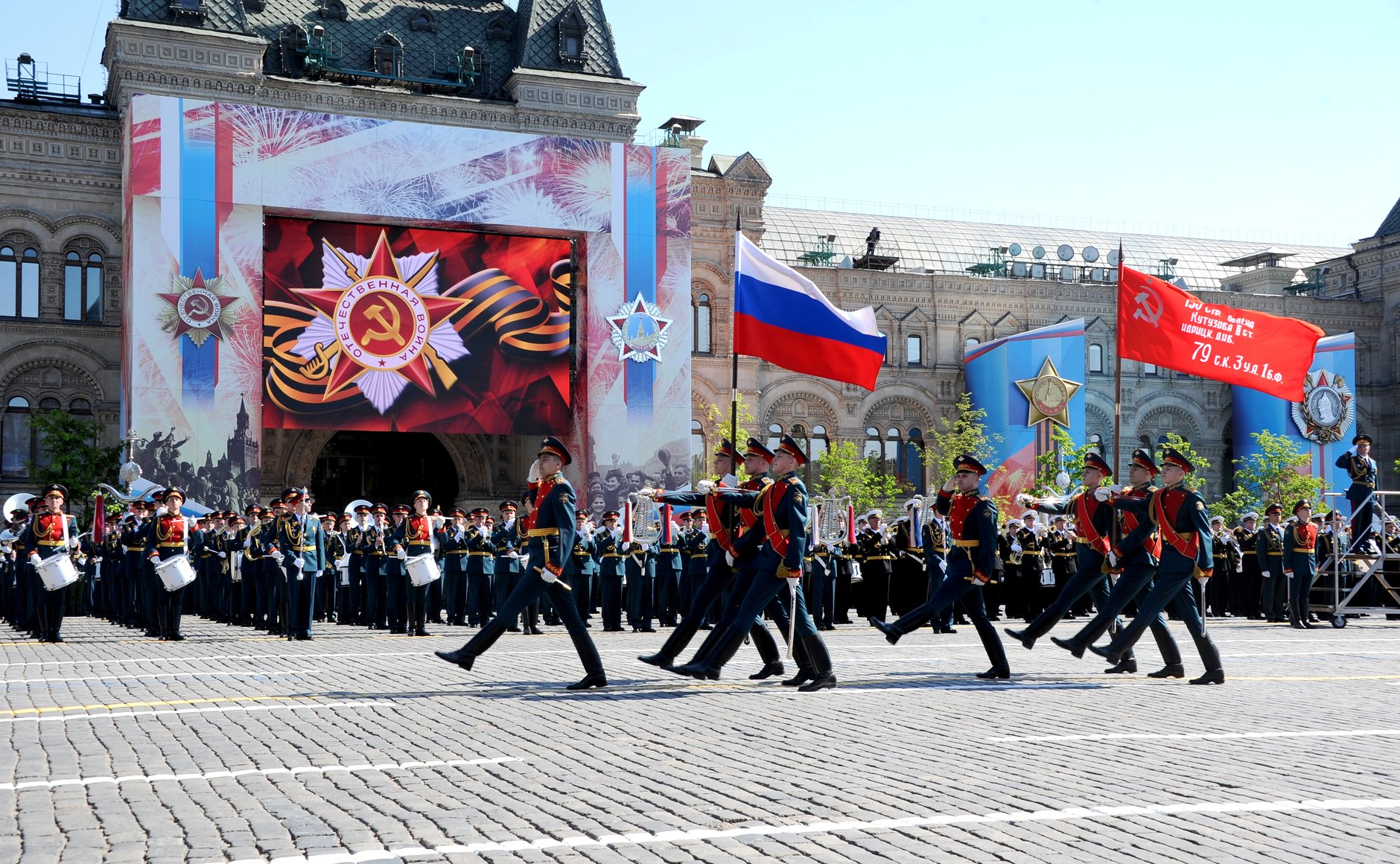
Открытие парада 9 мая 2016 года

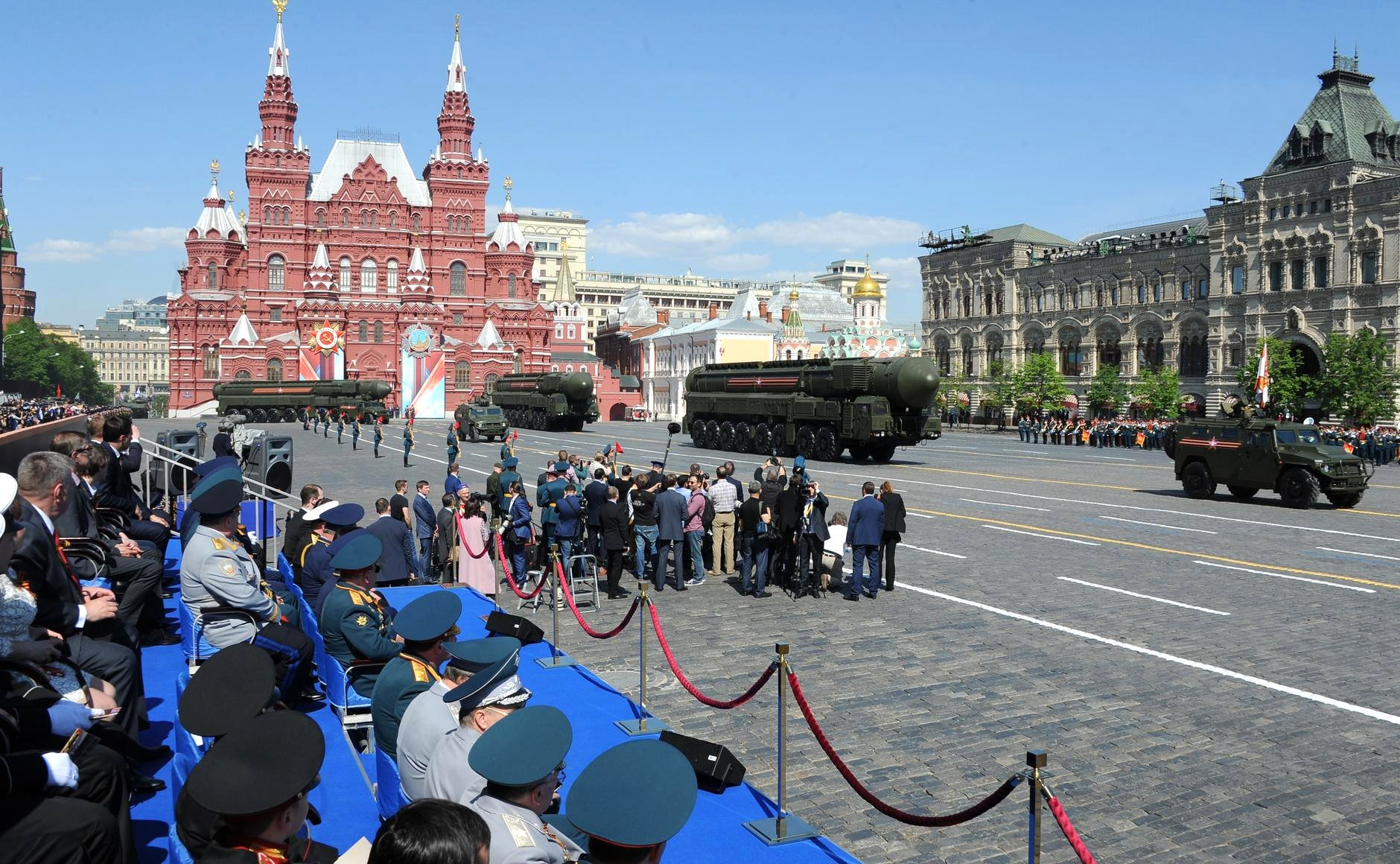
Подвижные пусковые установки МБР комплекса «Ярс», 9 мая 2016 года

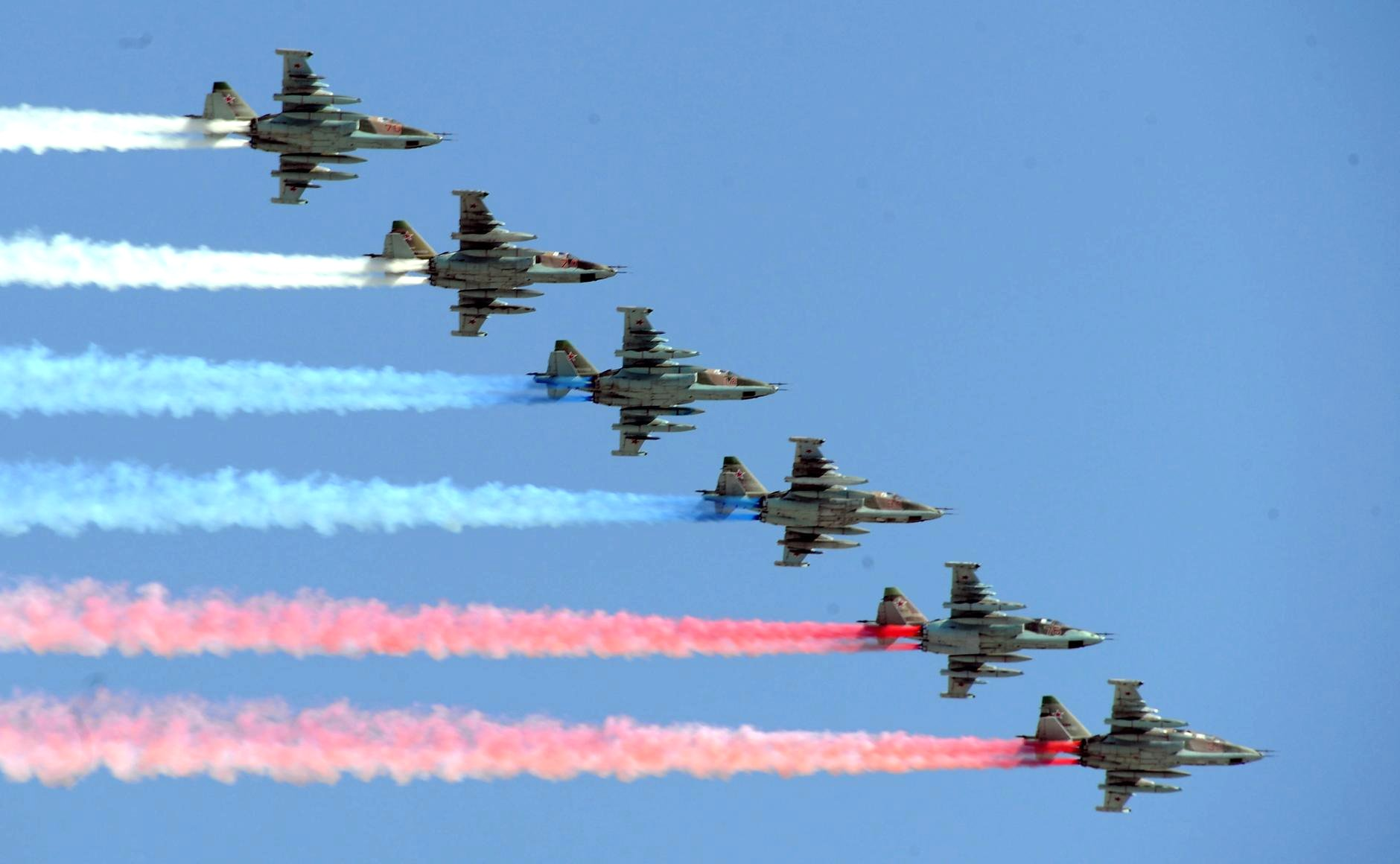
Завершение воздушной части парада 9 мая 2016 года

Парад 9 мая 2016 года начался в 10:00 утра по московскому времени с торжественного выноса Государственного флага Российской Федерации и Знамени Победы. На выезде через Спасские ворота Сергей Шойгу попросил остановить машину, снял фуражку и перекрестился. В 10:13 Сергей Шойгу доложил президенту Российской Федерации, Верховному Главнокомандующему Вооружёнными Силами Российской Федерации Владимиру Путину о готовности войск к военному параду, после этого Владимир Путин выступил с речью. Глава государства напомнил, что в 2016 году исполняется 75 лет с начала Великой Отечественной войны. Владимир Путин подчеркнул, что 9 мая является символом родства России и её народа, а в преданности Родине заключаются сила, уверенность и достоинство русского народа. По словам Путина, День Победы является семейным и государственным праздником. После этого глава государства объявил минуту молчания.
На центральной трибуне рядом с президентом России Путиным присутствовали: председатель Правительства Российской Федерации Дмитрий Медведев, представители президентской администрации, правительства, Государственной Думы и Совета Федерации Федерального собрания, в том числе народный артист России и депутат Государственной думы России Иосиф Кобзон, ветераны Великой Отечественной войны, а также на параде Победы присутствовали президент Казахстана Нурсултан Назарбаев, известный американский боксер Джефф Монсон, американский кинорежиссёр Оливер Стоун, бывший президент СССР Михаил Горбачёв. 
В параде приняли участие более 10 тысяч военнослужащих. В параде приняли участие курсанты Рязанского высшего воздушно-десантного командного училища имени генерала армии В. Ф. Маргелова, Академии гражданской защиты МЧС России, Балтийского военно-морского института, военнослужащие 331-го гвардейского парашютно-десантного полка. Впервые в параде на Красной площади принял участие сводный женский расчёт от Военного университета Минобороны России и Вольского филиала Военной академии материально-технического обеспечения имени А. В. Хрулёва. Отдельная дивизия оперативного назначения в первый раз маршировала под знаменем вновь созданной 5 апреля 2016 года Национальной гвардии Российской Федерации, заменившей внутренние войска МВД России.
В параде участвовало 135 единиц военной техники. Механизированную парадную колонну возглавил танк Т-34. За ним перед трибунами проехали модернизированные бронеавтомобили «Тигр» с боевыми модулями «Арбалет» и «Корнет-Д». Затем на площадь выдвинулись бронетранспортёры БТР-82А, бронеавтомобили повышенной защищенности «Тайфун-К» и «Тайфун-У», боевые машины пехоты БМП-3, БТР и БМП на перспективной платформе «Курганец», танки Т-90, танки Т-14 на унифицированной платформе «Армата». За ними проследовали 152-миллиметровые самоходные гаубицы «Мста-С» и «Коалиция-СВ». Современная боевая техника воздушно-десантных войск была представлена боевой машиной десанта БМД-4М и бронетранспортёром «Ракушка». Ракетные войска стратегического назначения (РВСН) России показали на Красной площади пусковую установку подвижного грунтового ракетного комплекса (ПГРК) РС-24 «Ярс». Артиллерийскую боевую технику сменили оперативно-тактические ракетные комплексы (ОТРК) «Искандер», зенитно-ракетные комплексы (ЗРК) «Тор-М2У» и «Бук-М2», зенитный ракетно-пушечный комплекс (ЗРПК) «Панцирь-С» и зенитная ракетная система (ЗРС) большой и средней дальности С-400 «Триумф». Демонстрация боевой техники завершилась проездом колёсной БМП на перспективной унифицированной основе «Бумеранг».
Военный парад завершился воздушной частью, в которой принял участие 71 самолёт и вертолёт — по годовщине Победы. Они пролетели над Красной площадью в парадном строю, состоящем из 17 авиационных групп. Первыми пролетели крупнейший в мире военно-транспортный вертолет Ми-26 в сопровождении четырёх десантно-транспортных Ми-8АМТШ, затем Ми-28Н «Ночной охотник», Ка-52 «Аллигатор». Завершили вертолётную воздушную часть парада Ми-35. Среди новинок авиатехники на параде был представлен самолёт Ил-76МД90А. За ним прошёл более грузоподъемный испытанный транспортник-Ан-124-100 «Руслан» и 3 Ил-76МД. Также впервые в тактической группе «Крыло» из 10 самолётов была представлена пара многофункциональных истребителей Су-35С. Были представлены турбовинтовые бомбардировщики Ту-95МС, дальние сверхзвуковые ракетоносцы-бомбардировщики Ту-22М3, фронтовые бомбардировщики Су-24М и Су-34. Стратегический ракетоносец Ту-160 во время воздушного прохождения над Красной площадью продемонстрировал дозаправку в воздухе от авиатанкера Ил-78. В воздушном проходе приняли участие перехватчики дальнего действия МиГ-31БМ, истребители МиГ-29СМТ и Су-27. Авиационные группы высшего пилотажа «Русские Витязи» и «Стрижи» прошли над Красной площадью на истребителях Су-27 и МиГ-29 в строю «Кубинский бриллиант» из девяти самолётов. Завершили проход штурмовики Су-25, раскрасив небо дымами цветов российского флага.
Военный парад завершили военные музыканты. Они спели песню «Мы армия народа» и затем под звуки марша «Прощание славянки» покинули Красную площадь.

### 2017 год
Парад прошёл 9 мая 2017 года.

### 2018 год
Парад прошёл 9 мая 2018 года.
7 ноября 2018 года на Красной площади в Москве состоялся парад, посвященный 77-й годовщине военного парада 1941 года.

### 2019 год
Парад прошёл 9 мая 2019 года.

### 2020 год
В 2020 году в связи с пандемией коронавируса COVID-19 парад Победы на Красной площади был перенесен с 9 мая на 24 июня. Этот день объявили нерабочим днем с сохранением за работниками заработной платы. Однако воздушная часть парада состоялась в сам День Победы.
В небе над Москвой пролетели в парадном строю военно-транспортный вертолёт Ми-26 и четыре многоцелевых Ми-8АМТШ, пять ударных Ми-35М и пять вертолётов Ка-52. Замкнули пролёт вертолётов пятёрка Ми-28Н «Ночной охотник».
Самолётный строй открыл разведчик А-50У, следом за которым пролетела тройка Ил-76МД, дальние бомбардировщики Ту-95МС и четыре «стратега» Ту-22МЗ, возглавляемые ракетоносцем Ту-160. Затем пролетел топливозаправщик Ил-78 с дальним бомбардировщиком Ту-160, которые сымитировали дозаправку в воздухе.
Продолжил парад Победы квартет МиГ-29СМТ, следом за которыми пролетели фронтовые бомбардировщики Су-24М и четыре истребителя-перехватчика МиГ-31К с гиперзвуковыми авиационными ракетными комплексами «Кинжал». Не обошлось и без новейших истребителей пятого поколения Су-57 — их над Красной площадью пролетело четыре.
Затем над Москвой появилась группа из десяти самолётов, в составе которой бомбардировщики Су-34, истребители Су-35С и Су-30СМ. За ними традиционно пролетели легендарные пилотажные группы «Русские Витязи» и «Стрижи», а закрыла воздушный парад шестёрка штурмовиков Су-25, которые окрасили небо в цвета государственного флага России при помощи специального дыма. По данным Минобороны России, над Красной площадью пролетели 75 самолётов и вертолётов.
В этом году мы последний раз слышим диктора Евгения Хорошевцева.

### 2021 год
Парад прошёл 9 мая 2021 года.

### 2022 год
Парад прошёл 9 мая 2022 года. Подготовка к смотру началась в апреле. 29 апреля пресс-секретарь президента России Дмитрий Песков заявил о том, что парад пройдет без глав зарубежных государств, поскольку дата «не юбилейная», подчеркнув, что «это святой праздник для всей России, всех россиян».
9 мая перед началом смотра была отменена воздушная часть парада, по сообщению Дмитрия Пескова, из-за «неблагоприятных погодных условий».
Всего в параде приняли участие 11 000 военнослужащих и 131 единица современной боевой техники. Пешая колонна состояла из 33 парадных расчётов. Расчёт женщин-военнослужащих составили курсанты 6 военно-учебных заведений.
Механизированную колонну возглавил танк Т-34-85. На торжественном шествии были представлены 122-миллиметровые реактивные системы залпового огня «Торнадо», танки Т-72Б3М, Т-90М, Т-14, бронемашина «Тайфун-К», самоходные установки «Мста-С», оперативно-тактические ракетные комплексы «Искандер», БМП «Курганец», «Бумеранг», боевые роботы «Уран-9» и другие образцы боевой техники.
По сообщению Минобороны России в смотре приняли участие военнослужащие из зоны боевых действий в ЛНР и ДНР. Они прошли в составе парадного расчёта 106-й гвардейской воздушно-десантной дивизии на бронетранспортёрах «Ракушка» под командованием капитана Артёма Ермакова. Парад завершился песней «Родная страна» в исполнении сводного военного оркестра Московского гарнизона.
Этот парад был намного скромнее, чем в предыдущие годы. В нем участвовало меньше военнослужащих и военной техники. Не было и некоторых боевых машин, которые обычно показывают на парадах. Многие эксперты связали это с продолжающимся вторжением России на Украину, отметив, что у России просто не хватило техники (отсутствовавшие на параде ЗРК «Панцирь», Т-80БВМ и «Солнцепёки» действительно фигурируют на видео из зон боевых действий).

### 2023 год
Парад в Москве закрыли для публики, его ход широко освещался на государственных каналах. 8 мая стало известно, что в торжественных мероприятиях, посвященных 78-й годовщине Дня Победы, по приглашению президента России Владимира Путина примут участие президент Таджикистана Эмомали Рахмон, президент Казахстана Касым-Жомарт Токаев, премьер-министр Армении Никол Пашинян, президент Киргизии Садыр Жапаров, президент Узбекистана Шавкат Мирзиёев. Позже стало известно, что парад Победы посетят президент Белоруссии Александр Лукашенко и Президент Туркменистана Сердар Бердымухамедов.
Парад прошёл 9 мая 2023 года. В нём приняли участие 8 тысяч человек — минимальное число военных с 2008 года. В параде не участвовало несколько соединений, которые присутствовали в 2022 году, в том числе 4-я танковая дивизия, которая находилась на харьковском направлении во время контрнаступления Вооруженных сил Украины осенью и понесла серьезный ущерб. Также не участвовала авиация: по версии Русской службы BBC, это связано с атакой беспилотников на Московский Кремль, произошедшей 3 мая в 100 метрах от трибуны Путина. Из гусеничной техники на параде был представлен только один танк Т-34.

### 2024 год
Парад прошёл 9 мая 2024 года. Командовал парадом главнокомандующий Сухопутных войск генерал армии Олег Салюков. Парад принял исполняющий обязанности министра обороны Сергей Шойгу. Парад Победы 2024 года СМИ назвали очень скромным по численности военной техники за все парады в истории современной России, а также самым снежным и холодным за многие годы. Традиционно перед парадом выступил президент России Владимир Путин. В параде приняли участие 9 тысяч человек и 75 единиц техники, в том числе отдельный парадный расчёт из воевавших на Украине (около 1000 человек), среди которых было семь Героев Российской Федерации.